# تهجير الفلسطينيين 1948

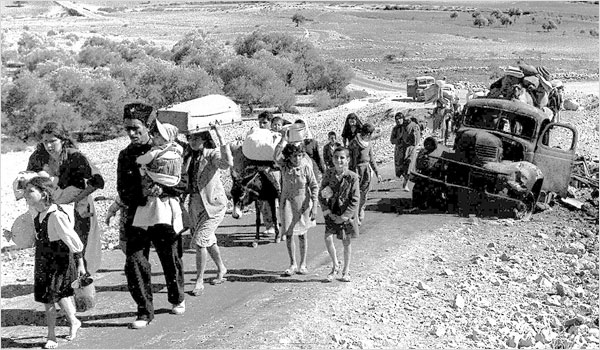
لاجئون فلسطينيون يغادرون الجليل خلال فترة أكتوبر–نوفمبر 1948م

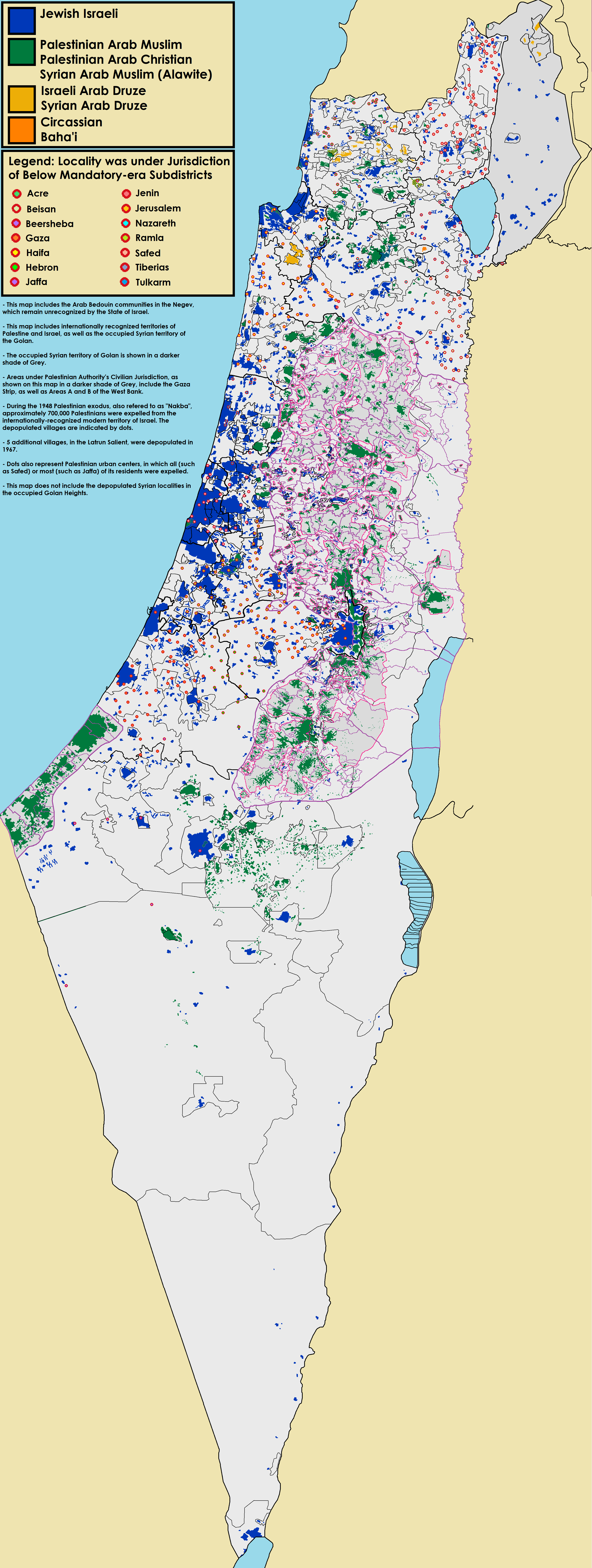
خريطة للمناطق الفلسطينية المُهَجَّرَة جرى تركيبها على الخريطة السكانية والسياسية للوقت الحاضر

حَدَث تهجير الفلسطينيين سنة 1948م عندما نَزَح أو طُرِد أكثر من 700,000 فلسطيني -قُرابَة نصف سكان فلسطين العرب- من بيوتهم خلال حرب فلسطين 1948م. كان التهجير عَامِلًا مركزيًّا في تَشْتيت المجتمع الفلسطيني، والاستيلاء على مُمْتَلَكَاته، وإبعاده عن أرضه، وهو ما يُعْرَف باسم النكبة التي تضمَّنَت تدمير ما يتراوح من 400 إلى 600 قرية فلسطينية، بالإضافة إلى تَهْويد التاريخ الفلسطيني، كما أن مصطلح النكبة يشير أيضًا إلى الفترة التي تزيد مدتها عن مدة الحرب نفسها والاضطهاد الذي جاء بعد الحرب والمستمرّ حتى الوقت الحاضر.
هناك الكثير من الاختلاف على الرَّقم الدَّقيق للمُهَجَّرِين أو اللاجئين الفلسطينيين، ولكن ما نسبته 50% من الفلسطينيين وقتها إما غادروا بيوتهم أو طُرِدُوا منها،  وقد استقرّ الكثير منهم بعدها في مُخَيَّمَات لاجئين في الدول المجاورة. وهناك ما بين 250,000 و300,000 فلسطيني نَزَح أو تَهَجَّر حتى قبل إعلان قيام دولة إسرائيل في مايو 1948م، وكان هذا الحَدَث سببًا رئيسًا في تَدَخُّل الجامعة العربية في الصراع داخل فلسطين، وهذا ما أدَّى بدوره إلى اندلاع حرب 1948م.
تُشَكِّل أسباب التهجير أيضًا خلافًا أساسيًّا بين المؤرخين. حيث أن العوامل التي أدت إلى حدوثه تتضمن عمليات الجيش الإسرائيلي، وتدمير القرَى العربية، والحرب النفسية، ومخاوف الفلسطينيين من وقوعهم كضحايا لمجزرة أخرى على أيدي الميليشيات الإسرائيلية، خاصة بعد وقوع مجزرة دير ياسين:239–240 التي أدَّت إلى هجرة الكثيرين خوفًا من مُلَاقَاة مصير مشابه، بالإضافة إلى أوامر الطَّرْد المباشرة التي أَصْدَرَتْها السلطات الإسرائيلية للفلسطينيين، وتَفَكُّك القيادة الفلسطينية وقراراتها بإخلاء السكان العرب من بعض المناطق، ولعدم رغبة الفلسطينيين في العَيْش تحت الحكم الإسرائيلي، ولِتَطَلُّع فئة منهم إلى الانتقال إلى مناطق أغنى.
وفي وقت لاحق، مَرَّرَت الحكومة الإسرائيلية الأولى سلسلة من القوانين التي تمنع الفلسطينيين المُهَجَّرِين من العودة إلى بيوتهم أو المطالبة بأملاكهم. وبقي هؤلاء المُهَجَّرُون والكثير من أحفادهم لاجئين حتى اليوم. واعتبر الكثير من المؤرخين أن طَرْد الفلسطينيين من أرضهم كان عملية تطهير عرقي، بينما أخْتَلَف آخرون مع ذلك.
وبَقِيَت أوضاع اللاجئين قضايا أساسية في الصراع الفلسطيني-الإسرائيلي المستمر إلى اليوم، وخاصة فيما يتعلق بالتساؤل التالي: هل سوف تُعْطِي إسرائيل يومًا للَّاجئين حق العودة إلى أوطانهم أو تمنحهم تعويضات عن ذلك؟. ويُحْيِي الفلسطينيون داخل دولة فلسطين وفي المَهْجَر كذلك ذكرى أحداث سنة 1948م في 15 مايو من كل عام، وهو تاريخ معروف باسم يوم النكبة.

## التاريخ
يرتبط تاريخ تهجير الفلسطينيين بشكل وَثِيق بأحداث الحرب داخل فلسطين والتي امتدَّت من سنة 1947م حتى 1949م، بالإضافة إلى ارتباطه أيضًا بالأحداث السياسية التي جاءت بعد تلك الحرب. وفي سبتمبر 1949م، قَدَّرَت لجنة التَّصَالُح التابعة للأمم المتحدة والخاصة بفلسطين أن هناك 711,000 لاجئًا فلسطينيًّا يتواجدون خارج الأراضي التي احتلتها إسرائيل في الحرب، بينما بقي 160,000 فلسطيني -رُبْع اللاجئين- داخل المناطق المحتلة كَلَاجِئِين داخليين.

### ديسمبر 1947 - مارس 1948
خلال الشهور القليلة الأولى من الحرب داخل فلسطين، أصبح المناخ عٌدْوانيًّا داخل الانتداب البريطاني على فلسطين، ذلك بالرغم من أن القادة العرب والإسرائيليين كذلك حاوَلُوا الحَدّ من الأعمال القتالية في تلك الفترة.:90–99 واستنادًا إلى المؤرخ الإسرائيلي بيني موريس، اتَّسَمَتْ تلك الفترة بهجوم الفلسطينيين على اليهود الذين كانوا يحتلون أرضهم، وكان ما زاد الطين بَلَّة هو ردّ اليهود عليهم بالمِثْل.:65 ولكن سِمْحَا فلابان كان له رأي مُغَايِر، فقد كتب أن الهَجَمَات التي نَفَّذَتْها عصابات الإرغون وشتيرن الصّهيونيَّتان هي التي أدَّت إلى إغضاب الفلسطينيين وانتقامهم من اليهود. أما فيما يتعلق بالهجمات اليهودية للرد على الفلسطينيين، فقد كانت موجَّهة نحو القُرَى والمناطق المجاورة التي اعتقد اليهود أن الهجمات انْطَلَقَتْ منها.:76
وكانت هَجَمَات الرّد الإسرائيلية أكثر تدميرًا من نظيراتها الفلسطينية، حيث تضمَّنَت قَتْل الرجال المُسَلَّحِين وغير المسلحين، وتدمير المنازل، وتهجير السكان في بعض الأحيان.:76:125 وعادت عِصَابَتَا إرغون وشتيرن الصُّهْيُونِيَّتَان إلى إستراتيجية القتل العشوائي التي عَمِلَتَا بها في فترة 1937-1939م، وذلك بأن يزرعوا مُتَفَجِّرَات أو يٌلْقُوا قنابلًا يدوية على مناطق الازدحام مثل محطات انتظار الحافلات، ومراكز التسوُّق، والمَحَالّ التجارية. كما أن عملياتهم التي استهدفت القوات البريطانية أدَّت إلى تقليل قُدْرَة الجنود البريطانيين ورغبتهم في حماية التَّحَرُّكَات اليهودية.:66 وتَدَهْوَرَت الأوضاع العامة حيث أصبحت الحالة الاقتصادية غير مستقرة، وارْتَفَعَت نسبة البطالة. وانتشرت شائعات بأن عائلة الحسيني كانت سَتُحْضِر جماعات مُؤَلَّفَة من الفَلَّاحين لاسترجاع القرى التي يحتلها اليهود. كما أن بعض القادة الفلسطينيين أرسلوا عائلاتهم خارج فلسطين.
وكَتَب يوآف جيلبر أن جيش الإنقاذ العربي نَفَّذ إخلاءًا مُمَنْهَجًا للسكان غير المقاتلين من مجموعة من القُرَى الواقعة على جبهة القتال مع اليهود، وذلك بهدف تحويل تلك القُرَى إلى حُصُون عسكرية. وحدثت معظم حالات نزوح السكان العرب في القُرَى القريبة من المُسْتَوْطَنَات اليهودية وفي الأحياء ضعيفة التحصين في حيفا، ويافا، وغرب القدس.:99–125 كان السكان الفقراء في تلك الأحياء يغادرون إلى أجزاء أخرى من مٌدُنِهِم. أما من استطاعوا التوجُّه إلى مناطق أبعد فقد كانوا يأملون بالعودة عند تَحَسُّن الأوضاع وانتهاء المشاكل.:138 وبحلول نهاية مارس 1948م، كانت هناك 30 قرية فلسطينية هُجِّر سكانها منها.:82 وكان هناك ما يقارب 100,000 فلسطيني نَزَحوا إلى مناطق فلسطينية غير محتلة، مثل غزة، وحيفا، والناصرة، ويافا، وبيت لحم.
وكان هناك مَنْ نَزَح خارج فلسطين إلى الأردن، ولبنان، ومصر.:67 وتتحدث مصادر أخرى أن عددهم وصل 30,000. كان الكثير من هؤلاء قادة فلسطينيين، وعائلات فلسطينية من الطبقة العُلْيا والمتوسطة الذين كانوا يسكنون في المناطق الحَضَرِيَّة وليس القرى. وفي حوالي 22 مارس، اتَّفَقَت الحكومات العربية أن سَفَارَاتِهَا في فلسطين لن تعطي تأشيرات للدخول إلى بلادهم إلا لكبار السنّ، والنساء، والأطفال، والمرضى.:134 وفي 29-30 مارس، قَدَّم جهاز المخابرات التابع لعصابة الهاجاناه تقريرًا أفاد بأن «اللجنة العربية العليا لم تَعُدْ تعطي تصريحات للخروج [من فلسطين] خوفًا [من أن بتسبب ذلك في] حالة ذٌعْر في الدولة [الفلسطينية].» أي أن خروج بعض الفلسطينيين سيؤدي إلى اعتقاد باقي الفلسطينيين أن هناك مُصابًا سيلحق بهم.

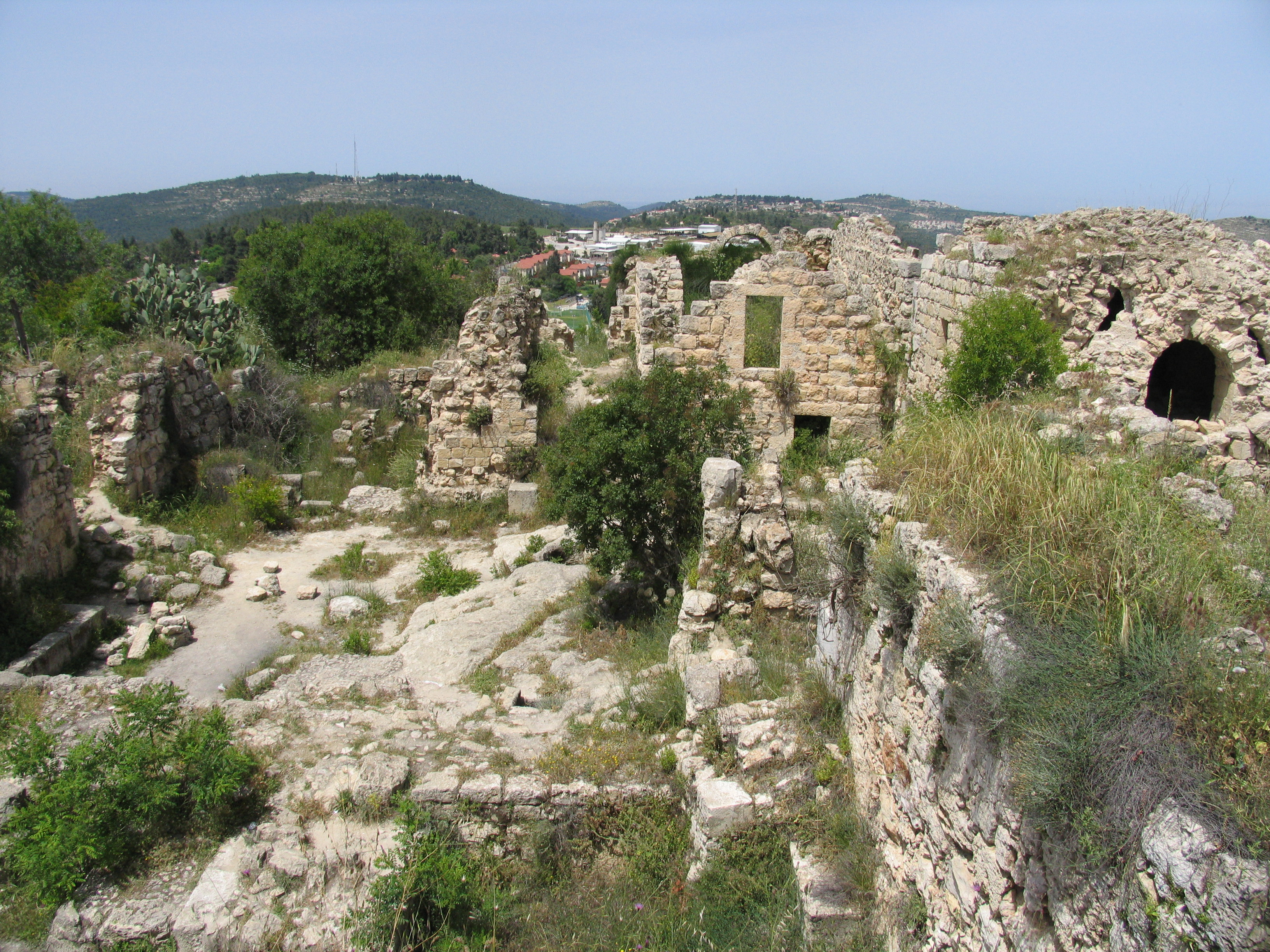
آثار الدمار في قرية صوبا الفلسطينية القريبة من القدس، وهي تُطِلّ على كبيوتس زوفا الذي بُنِيَ على أرض القرية.

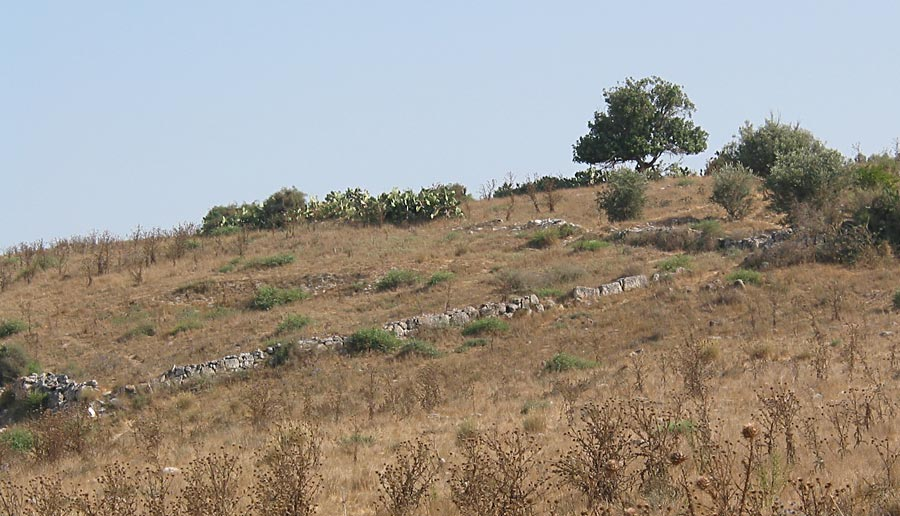
آثار الدمار في قرية بيت جبرين الفلسطينية والتي تقع داخل الخط الأخضر بالقرب من مدينة الخليل.

وجاء أَمْر إلى عصابة الهاجاناه بأن تتجنَّب تأجيج الصراع، وذلك من خلال التوقف عن عمليات القَتْل العشوائي وعن استفزاز البريطانيين الذي سيؤدي إلى تَدَخُّلِهم لصالح الفلسطينيين.:68–86
في 18 ديسمبر 1947م وافقت عصابة الهاجاناه على تَبَنِّي إستراتيجية دفاع عنيفة. في الواقع، ذلك يعني العمل بشكل محدود وِفْق «خطة مايو»، والمعروفة أيضًا باسم «الخطة ج» أو «خطة غيميل»(نسبةً إلى «توخنيت غيميل»). تلك الخطة كانت قد وُضِعَت في مايو 1946م كخطة رئيسية للهاجاناه في الدفاع عن المستوطنات اليهودية خلال الصراعات التي سَتَنْدَلِع عند انسحاب الجيش البريطاني من فلسطين سنة 1947م. وتضمنت «خطة مايو» تلك انتقامًا مقابل الهجمات العربية التي استهدفت بيوت المُسْتَوْطِنِين اليهود وشوارعهم.:75
وفي بداية يناير، تَبَنَّت الهاجاناه عملية زَرْزير، التي كانت عبارة عن مَكِيدَة لاغتيال القادة التَّابعين للحاج أمين الحسيني، وإلقاء اللَّوْم على قادة عرب آخرين، ولكن على أرض الواقع، لم يُخَصَّص لتلك الخطة سوى القليل من الموارد، وكانت محاولة الاغتيال الوحيدة موجهة ضد محمد نمر الخطيب.:76
وَحَدَثَت عملية طَرْد الفلسطينيين الوحيدة وقتها التي وافقت عليها سلطات الاحتلال رسميًّا في قرية القيسارية جنوب حيفا، حيث هُجِّر السكان، ثم دُمِّرَت بيوتهم في 19-20 فبراير 1948م.:130 أما الهَجَمَات التي لم تَكُن مُرَخَّصَة رسميًّا، فقد طُرِد السكان الفلسطينيون في عدة مناطق على أيدي عصابة الهاجاناه، ومنهم من لَاحَقَتْهم عصابة الإرغون حتى بعد خروجهم من قراهم.:125
واستنادًا إلى إيلان بابي، نَظَّم الصهيونيون حملة تهديدات:55 شَمِلَت توزيع منشورات تهديد، و«دوريات استطلاع تمارس العنف»، بالإضافة إلى قَصْف القرى والأحياء العربية بالقذائف بعد وصول مدافع الهاون إلى أيدي العصابات الصهيونية.:73 وكتب بابي أيضًا، أن الهاجاناه تَحَوَّلَت من سياسة الردّ على الهجمات الفلسطينية، إلى المبادرة بشنّ الهَجَمَات.:60
وخلال اجتماع طويل لديفيد بن-غوريون مع كِبَار مُسْتَشَارِيه الرئيسيين، كانت نقطة الحوار الأساسية هي الرغبة في «نَقْل» أكبر عدد ممكن من الفلسطينيين خارج الدولة اليهودية، وكان النقاش مُتَمَحْوِرًا بشكل رئيسي على كيفية تنفيذ ذلك.:63 واسْتُخْدِمَت الخبرة التي اكتسبها اليهود من الهجمات التي نَفَّذوها في فبراير 1948م -خاصة على قُرَى القيسارية وسعسع- في تطوير خطة للتَّعَامُل مع مراكز تجمع السكان الفلسطينيين.:82 واستنادًا إلى بابي، كانت خطة دالت هي الخطة الرئيسية التي سيتَّبِعُهَا الاحتلال في طرد الفلسطينيين.:82 واستنادًا إلى غيلبر، كانت تعليمات خطة دالت تقضي بما يلي: في حالة مقاومتهم للاحتلال، سَيُطْرَد سكان القُرَى المُسْتَهْدَفَة خارج حدود الدولة اليهودية. أما إذا لم يُبْدُو مقاومة، فيستطيعون البقاء في أماكنهم ولكن تحت الحكم العسكري الإسرائيلي.
كانت المقاومة الفلسطينية في هذه الشهور القليلة الأولى «غير منظمة، ومُشَتَّتَة، وفي أماكن معينة، وبَقِيَت لشهور في حالة من الفوضى، وعدم التنسيق، هذا إن لم تكن عشوائية أصلًا.»:86 وافتقر الحاج أمين الحسيني إلى الموارد التي تُمَكِّنه من الهجوم الشامل على المستوطنات اليهودية، فركَّز جهوده على الهَجَمَات الصغيرة وعلى تشديد المقاطعة الاقتصادية.:87 ويزعم البريطانيون أن أعمال «الشغب» العربية كانت لتهدأ لولا ردّ اليهود بالأسلحة النارية.:75
وبشكل إجماليّ، استنتج موريس أنه خلال هذه الفترة «غادر العرب المُهَجَّرُون من قُرَاهُم وبَلْدَاتِهِم بشكل كبير بسبب الهجمات اليهودية: الهاجاناه، والإرغون، وشتيرن. أو بسبب الخوف من هجمات على وِشْك الحدوث.» ولكن كان هناك فقط «عدد قليل جدًّا لا يُكاد يُذْكَر من اللاجئين الذين غادروا في هذه الفترة بسبب قرارات طَرْد أصدرتها الهاجاناه أو الإرغون أو شتيرن، أو بسبب 'نصائح' عنيفة بذلك الصَّدَد.»:138, 139 وفي هذا السياق، يَقْتَبِس غليزر شهادة للكونت بيرنادوت -وسيط المصالحة التابع للأمم المتحدة في فلسطين- الذي أفاد بأن «تهجير الفلسطينيين العرب نَتَج بسبب الذُّعْر النَّاشيء من المعارك التي دارت داخل [مناطق تواجد] مُجْتَمَعَاتِهِم، ومن الإشاعات المٌتَعَلِّقَة بممارسات إرهابية حقيقية أو مزعومة، ومن طَرْد [اليهود لهم]. إنّ كل السكان العرب إما نَزَحُوا أو طُرِدوا من المناطق التي احتلَّها اليهود.»

### إبريل-يونيو 1948م

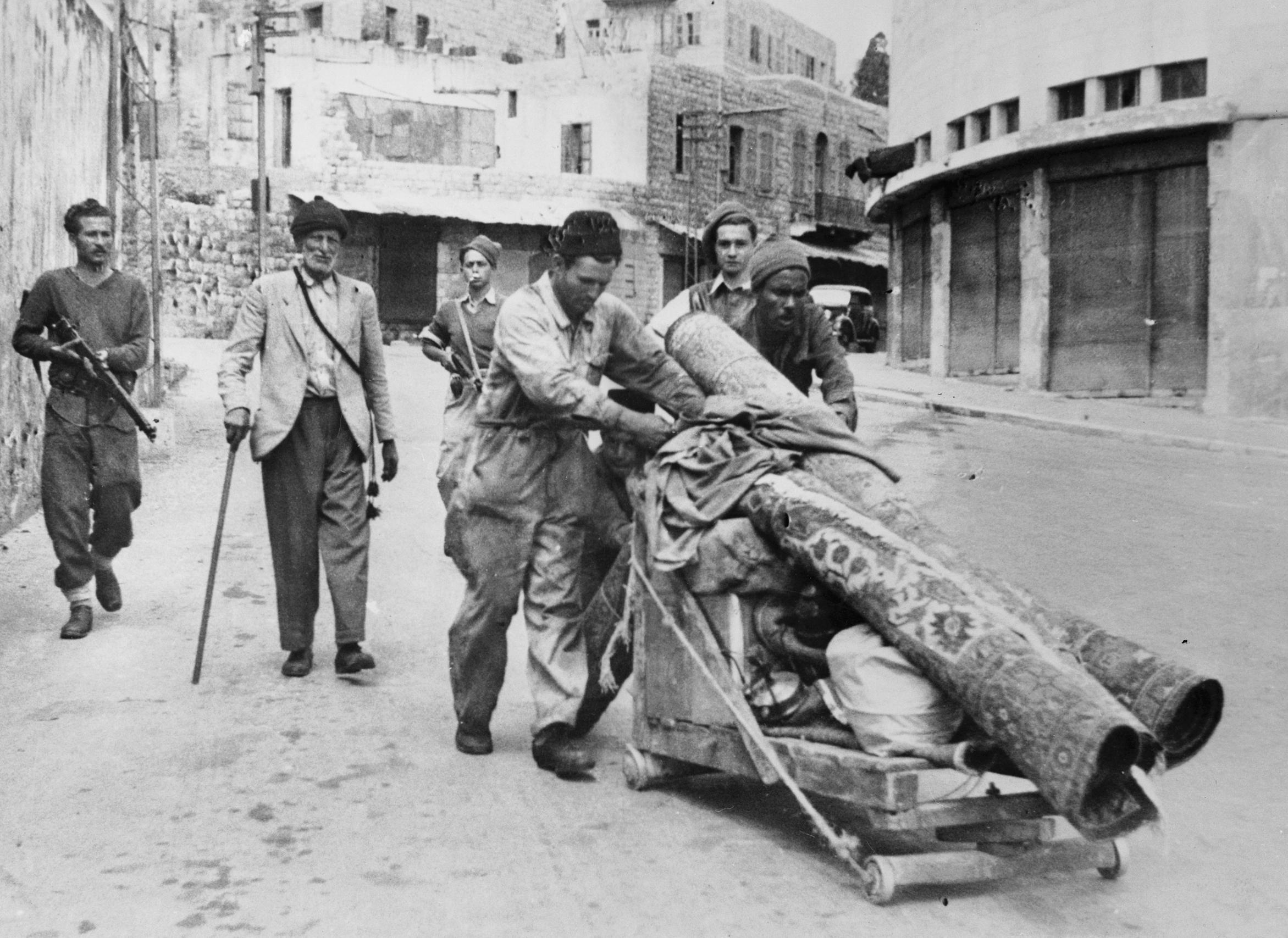
فلسطينيون يغادرون مدينة حيفا بينما تقتحمها القوات الإسرائيلية.

بحلول 1 مايو 1948م، ذلك قبل أسبوعين من إعلان قيام دولة إسرائيل، كان قد تَهَجَّر 175,000 فلسطيني بالفِعْل، وهم يشكلون 25% تقريبًا من مجموع الفلسطينيين وقتها.
كانت المعارك في هذه الأشهر مُتَرِكِّزَة في منطقة القدس-تل أبيب. وفي 9 إبريل، وَقَعَتْ مجزرة دير ياسين التي أدَّت الإشاعات التي ظهرت بعدها إلى نَشْر الخَوْف بين الفلسطينيين.:264 بعدها، تَغَلَّبَتْ الهاجاناه على القوة العسكرية الشعبية المحلية في طبريا. وفي 21-22 إبريل في مدينة حيفا، بعدما شَنَّت الهاجاناه عليها معركة دامت يومًا ونصف تَضَمَّنَتْ حربًا نفسية، لم يَكُنْ باستطاعة المجلس الوطني الإسرائيلي تقديم ضمانة للمجلس الفلسطيني بسلامة أهل حيفا وعدم تعرضهم للقتل في في حالة قيامهم بالاستسلام غير المشروط لصالح الهاجاناه. وفي نهاية هذه الفترة، قَصَفَت عصابة الإرغون بقيادة مناحيم بيغين البنية التحية لمدينة يافا بمدافع الهاون. أدَّت كل تلك العمليات العسكرية مُجْتَمِعَة مع الخوف الذي وَلَّدَتْه مجزرة دير ياسين إلى دَفْع الفلسطينيين نحو إخلاء أوطانهم خوفًا من ملاقاة مَصَائر مُشَابهة.
وتؤكِّد التقارير الصادرة عن جميع الأطراف المتحاربة على التأثير الكبير الناتج من الهجمات التي شَنَّتْها عِصَابَتَا الإرغون وشتيرن الصهيونيَّتَان على دير ياسين. ويَعْتَبِر عالم السياسة الإسرائيلي ميرون بنفينستي أن مجزرة دير ياسين هي «نقطة تحوُّل في تاريخ تدمير الساحة السياسية العربية.»

#### حيفا
هُجِّر الفلسطينيون من حيفا بأعداد كبيرة، حيث أن تلك كانت واحدة من أشهر عمليات النزوح في تلك المرحلة. ويكتب المؤرخ إفرايم كارش أنه لم يَنْزَح فقط نصف المجتمع الفلسطيني من حيفا قبل الانخراط في المعركة النهائية في أواخر إبريل 1948م، بل وكما يبدو أن هناك 5,000-15,000 غادروا طَوْعًا خلال المعارك، أما الآخرون الذين يتراوح عددهم بين 15,000 و25,000 فأَمَرَتْهُم اللجنة العربية العليا بالمغادرة كما يدعي أحد المصادر الإسرائيلية.[بحاجة لمصدر]
ويستنتج كارش أنه لم يكن هناك تخطيط كبير عند اليهود كي يُخْرِجُوا أهل حيفا من ديارهم، بل إن القيادة اليهودية على حيفا حاولت إقناع بعض العرب بالبقاء ولكن ذلك كان بدون نتيجة، حيث التزموا بقرار اللجنة العربية بالمغادرة. وينفي وليد الخالدي تلك الرواية بشكل تام، حيث يستشهد بأن هناك دِرَاسَتَان مُسْتَقِلَّتان تُحَلِّلَان اتصالات الراديو التي الْتَقَطَتْهَا وكالة الاستخبارات الأمريكية وهيئة الإذاعة البريطانية من المنطقة في تلك الفترة، حيث تُبَيِّن الدِّراسَتَان أن اللجنة العربية العليا لم تُصْدِر أية أوامر.
واستنادًا إلى بيني موريس، «هَدَفَت هجمات الهاجاناه المدفعية [على حيفا] في 21-22 إبريل بشكل رئيسي إلى تحطيم الروح العنوية للعرب بِقَصْد تحقيق انهيار سريع للمقاومة واستسلام عاجِل. [...] ولكن [بدلًا من ذلك] أدَّى الهجوم -خاصة القصف المدفعي- إلى تعجيل التهجير. 'فُتِحَت مدافع الهاون عيار 3-إنش على ميدان للتسوّق [كان يحتوي] حشدًا كبيرًا [...] واسْتَشْرَى ذُعْر كبير [بين الناس]. واندفع الكثيرون نحو الميناء، حيث دفعوا الشرطة جانبًا وركبوا القوارب وبدؤوا بالنزوح خارج البَلْدَة'، هذا ما يقوله التاريخ الرسمي للهاجاناه الذي كُتِب في وقت لاحق».:191, 200 واستنادًا إلى إيلان بابي،:96 كان وابِل قذائف الهاون موجهًا خِصِّيصًا نحو المدنيين لدفعهم إلى الخروج السريع من حيفا.
وأَذَاعَتْ عصابة الهاجاناه تحذيرًا للفلسطينيين في حيفا بتاريخ 21 إبريل، حيث أخبرتهم فيه «أنهم إذا لم يَطْرُدوا 'المُنْشَقِّين الذين تسللوا إلى حيفا' فإنهم يُنْصَحُون بإخلاء جميع النساء والأطفال، لأنهم سيتعرَّضون لهجوم قوي من الآن فصاعدًا».
وفي تعليقه على استخدام «البثّ الإذاعي في الحرب النفسية» والتكتيكات العسكرية في حيفا، يكتب بيني موريس:
منذ بداية المعركة حتى نهايتها، استخدمت الهاجاناه البثّ الإذاعي باللغة العربية والشاحنات المزودة بِمُكَبِّرَات الصوت بشكل فعال. أعلنت إذاعة الهاجاناه أن «يوم الحساب قد وَصَل» وناشدت السكان بأن «يطردوا الأجانب المجرمين [يقصد الجيوش العربية]» وأن «يَبْتَعِدُوا عن كل بيت أو شارع في كل حيّ يسيطر عليه الأجانب المجرمون». وناشدت الهاجاناه عامة الناس في الإذاعة بأن «يُخْلُوا النساء والأطفال وكبار السن على الفَوْر، وأن يُرْسِلُوهم إلى ملجأ آمن.» هَدَفَتْ التكتيكات [العسكرية] اليهودية إلى إذهال العدو وإخضاعه بسرعة؛ لقد كان تحطيم الروح المعنوية هدفًا رئيسًا، حيث اعْتُبِر ذلك هدفًا يحمل نفس مقدار الأهمية الخاص بالتدمير المادي للوِحْدَات العسكرية العربية... قذائف الهاون، والحرب النفسية بالبث الإذاعي والإعلانات، والتَّكْتِيكَات التي وَظَّفَتْها فِرَق المُشاة التي كانت تستولي على بيت تلو الآخر، كل ذلك كان موجهًا لتحقيق هذا الهدف [وهو تحطيم الروح المعنوية]. كانت الأوامر المُعْطَاة للكتيبة رقم 22 التابعة للواء كارميلي تقضي «بِقَتْل كل [ذكر بالغ] عربي يصادفهم» واستخدام القنابل النارية لإحراق «كل هدف من الممكن إحراقه. سَأُرْسِل إليكم مُلْصَقَات مكتوبة باللغة العربية، انْشُرُوهَا على الطريق.»:191, 192
وبحلول مُنْتَصَف مايو، كان هناك فقط 4,000 عربي مُتَبَقٍّ في حيفا. وكان هؤلاء يتركزون في منطقة وادي نسناس وِفقًا «للخطة د»، بينما جَرَتْ عملية تدمير مُمَنْهَج للمنازل العربية في مناطق معينة تحددت قبل الحرب. أما عن الجهات المُنَفِّذَة لتلك الخطة، فكانت أقسام التطوير التقني والحَضَري لحيفا بالتعاون مع يَأَكوف لوبليني قائد الجيش الإسرائيلي في المدينة.:209–211

#### الأحداث التالية
استنادًا إلى غليزر، فإنه ابتداءًا من 15 مايو 1948م، أصبح تهجير الفلسطينيين ممارسة مُنْتَظَمَة تقوم بها القوات الصّهيونية. ويَشْرَح أوري أفنيري الفلسفة الصهيونية وراء ذلك قائلًا:
أنا أعتقد أنه خلال هذه المرحلة، أصبح إخلاء المدنيين العرب هدفًا لديفيد بن-غوريون وحكومته... لقد كان من الممكن جدًّا تَجَاهُل رأي الأمم المتحدة. وبَدَا أن السلام مع العرب خارج الحسبان، ذلك عند النَّظَر إلى الطبيعة الخطيرة للدعاية العربية. في هذه الحالة، كان من السهل على الناس من أمثال بن-غوريون أن يعتقدوا بأن احتلال المناطق [الفلسطينية] غير المأهولة [التي تم إخلاء سكانها] كان ضروريًّا لأسباب أمنية ومرغوبًا به لتحقيق التَّجَانُس في الدولة العِبْرِيَّة الجديدة.
واستنادًا إلى الأبحاث في الكثير من سجلات الأرشيف، يٌقَدِّم موريس تحليلًا لتهجير الهاجاناه للسكان الفلسطينيين:
بشكل غير قابل للشك، وكما كانت تُدْرِك مخابرات الجيش الإسرائيلي، فإن العامل الأهمّ في التهجير الفلسطيني الواقع في فترة إبريل-يونيو كان الهجوم اليهودي. ويَتَّضِح ذلك بشكل جليّ من خلال حقيقة أن كل عملية نزوح حدثت إما خلال الهجوم العسكري [اليهودي] أو قبل بدايته مباشرة. لم يُغَادِر السكان أي بَلْدَة بأعداد كبيرة قبل هجوم الهجاناه\الإرغون عليها... وكلما اقترب موعد انسحاب الانتداب البريطاني في 15 مايو وارتفعت احتمالية
دخول جيوش الدول العربية للتدخل في فلسطين، أصبح القادة اليهود أكثر استعدادًا للاستعانة «بالتطهير العرقي» وطرد الفلسطينيين للاستيلاء على المناطق التي يعيشون بها.:265 وكان هناك عدد قليل نسبيًّا من الضباط الذين واجهوا المعضلة الأخلاقية المُتَمَثِّلَة بأنهم مضطرون لتنفيذ أحكام الطَّرْد. كان سكان القُرَى والبلدات ينزحون من بيوتهم قُبَيْل أو خلال المعركة... وكذلك كان (قادة الهاجاناه) غالبًا ما يمنعون السكان الذين نَزَحُوا منذ بداية الأمر من الرجوع إلى بيوتهم...:165
ويُضِيف المؤرخ العسكري إدغار أوبالانس قائلًا:
كانت الشاحنات الإسرائيلية التي تحمل مُكَبِّرَات الصوت تَعْبُر الشوارع وتأمر جميع السكان بالإخلاء الفوري، أما هؤلاء الذين لم يغادروا منازلهم فأُجْبِرُوا على الخروج منها بالقوة على أيدي الإسرائيليين المُنْتَصِرين الذين يتبعون سياسة صريحة تقضي بإزالة جميع السكان المدنيين العرب الذين يصادفونهم... وخلال اليومين أو الثلاثة التالية في القُرَى والضِّيَع المُجَاوِرَة، تَهَجَّر جميع السكان ورُحِّلُوا إلى الطريق المؤدي إلى رام الله... لم يَعُد هناك أي «تبرير منطقي» [للتهجير]. بكلّ صراحة ممكنة، لقد طُرِد السكان العرب وأُجْبِرُوا على النزوح إلى المناطق العربية غير المحتلة من فلسطين... وكلما تَقَدَّم الجنود الإسرائيليون داخل المناطق العربية انْجَرَف السكان العرب مُبْتَعِدِين عنهم.
وبعد سقوط مدينة حيفا بأيدي الإسرائيليين، أصبحت القُرَى المتواجدة على مُنْحَدَرَات جبل الكرمل تُضَايق حركة المرور الإسرائيلية على الطريق الرئيسي المؤدي إلى حيفا. واتُّخِذ قرار في 9 مايو 1948م بِطَرْد أو إخضاع سكان قُرَى كفر سابا، والطِّيرَة، وقاقون، وقلنسوة، والطَّنْطُورَة. وفي 11 مايو 1948م، عَقَد بن-غوريون اجتماعًا عُرِفَت نتيجته بشكل أكيد من خلال الرسالة التي أُرْسِلَت إلى قادة لواءات الهاجاناه والتي أَخْبَرَتْهم بأن هَجَمَات الجيش العربي يجب أن لا تَصْرِف تركيز جنودهم عن المُهِمَّة الأساسية، حيث «بَقِيَ تطهير الفلسطينيين من المناطق هو الهدف الأساسي لخطة دالت.»
وتحوَّل تركيز قادة لواء الإسكندروني إلى تقليص المقاومة في جبل الكرمل. وقد وقع الاختيار على قرية الطنطورة كنقطة لمحاصرة قُرَى الكرمل باعتبارها تقع على الساحل بالتالي تعطي سبيلًا لقرى جبل الكرمل للاتصال مع العالم الخارجي عن طريق البحر. كان جبل الكرمل جزءًا من العملية العسكرية الإسرائيلية لتجريد السَّاحل الفلسطيني كله من سكانه العرب، وذلك في بداية حرب 1948.
وفي ليلة 29-30 مايو 1948م، وبعد 8 أيام من إعلان قيام دولة إسرائيل، هُوجِمَت قرية الطنطورة الساحلية واحتُلَّت على يد الكتيبة رقم 33 التابعة للواء الإسكندروني التابع بدوره إلى عصابة الهاجاناه. ولم يُعْطَ أهل قرية الطنطورة خيار الاستسلام عند احتلالها، وتحدث التقرير الأولي عن وجود عشرات القتلى من أهالي القرية، وعن سَجْن 300 ذكر بالغ و200 امرأة وطفل. ونَزَح الكثير من السكان إلى قرية فريديس (كانت بيد الاحتلال مُسْبَقًا) وإلى المناطق التي كانت لا تزال تحت السيطرة العربية. ونُقِل الأسرى من نساء قرية الطنطورة إلى فريديس، وفي 31 مايو حَصَل بريخور شيتريت -وزير شؤون الأقلِّيَّات في الحكومة الإسرائيلية المؤقتة- على إذْن بِطَرْد نساء الطنطورة خارج فريديس لأن أعداد اللاجئين داخلها كان يُسَبِّب اكتظاظًا سكانيًّا وضغطًا على المرافق الصحية.
وظهر تقرير للمخابرات العسكرية التابعة للهاجاناه يحمل عنوان «هجرة الفلسطينيين العرب في فترة 1\12\1947-1\6\1948م». ويؤكد التقرير على أن:
هناك ما نسبته 55% على الأقل من حالات التهجير حدثت بسبب العمليات الخاصة بنا (الهاجاناه\الجيش الإسرائيلي). وأضاف مُحَرِّرُو هذا التقرير العمليات التي قامت بها عِصَابَتَا الإرغون وشتيرن التي «أدَّت بشكل مباشر إلى 15% تقريبًا... من حالات الهجرة». وهناك 2% أخرى نُسِبَت إلى أوامر الطَّرْد الصريحة الصادرة من الجنود الإسرائيليين، و1% إلى الحرب النفسية. هذا كله يقودنا إلى أن ما نسبته 73% من عمليات مغادرة الفلسطينيين لأراضيهم كان الإسرائيليون هم السبب المباشر المؤدي إليها. بالإضافة إلى ذلك، يقول التقرير أن ما نسبته 22% من حالات التهجير كانت بسبب إلى «المخاوف» و«أزمة الثقة» التي أثَّرَت على السكان الفلسطينيين. أما دعوات العرب للفلسطينيين للنزوح فلم تُؤَدِّي سِوَى إلى 5% من حالات التهجير...
واستنادًا إلى تقديرات موريس، فإن هناك ما يتراوح بين 250,000 و300,000 فلسطيني تَهَجَّرُوا خلال هذه المرحلة.:262 وتقول «أرشيفات كيسينغ المُعَاصِرة» الموجودة في لندن أن إجمالي اللاجئين الفلسطينيين قبل إعلان قيام دولة إسرائيل بَلَغ 300,000 لاجيء.
وفي 15 مايو 1945م، أرْسَل الأمين العام لجامعة الدول العربية برقية تِلِغْرَاف إلى أمين عام الأمم المتحدة يُوَضَّح له فيها -في الفقرة 10 النقطة بي (b)- الأسباب المُوجِبَة لتدخل الدول العربية في الحرب في فلسطين، حيث قال الأمين العام للجامعة أن هناك «ما يقارب الرُّبع مليون عربي أُكْرِهُوا على مغادرة أوطانهم والهجرة إلى دول عربية مجاورة».

### يوليو-أكتوبر 1948م
ابتدأت المرحلة الثالثة من تهجير الفلسطينيين بالعَمَلِيَّتَيْن العَسْكَرِيَّتَيْن الإسرائيليتَيْن: داني وديكيل اللَّتَيْن اخْتَرَقَتَا اتفاق الهدنة الذي كان مُبْرَمًا وقتها. وبدأت عملية التهجير الأكبر خلال الحرب في مَدِينَتَيْ اللِّدّ والرملة في 14 يوليو حينما أُجْبِر 60,000 مواطن (حوالي 10% من المجموع الكلي للمُهَجَّرِين) من سكان المدينتَيْن على مُغَادَرَتِهما بالقوة بناءًا على الأوامر التي أصدرها ديفيد بن-غوريون وإسحق رابين خلال الأحداث التي أُطْلِق عليها فيما بعد اسم «مسيرة موت اللِّد».
واستنادًا إلى فلابان، كان بن-غوريون يؤمن بأن اللد والرملة تُشَكِّلَان خطرًا بالغًا على إسرائيل بسبب قُرْبِهما من بعضهما، وهذا قد يُشَجِّع على إطلاق عملية عسكرية يشترك فيها الجيش المصري مع الجيش العربي ضد إسرائيل، حيث أن الجيش المصري كان قد بدأ بالفِعْل هجومه على كيبوتس نِجْبَا القريب من الرملة، أما الجيش العربي فكان قد اسْتَوْلَى على مركز شرطة اللِّد بدوره. وعلى أية حال، يعتبر فلابان أن عملية داني -التي احْتُلَّت على إثْرِهَا المدينتان- كَشَفَت أنه لم يكن من المخطط إطلاق أية عملية عسكرية مشتركة.
وبحسب اعتقاد فلابان، «نَزَح سكان اللد مَشْيًا على الأقدام. أما في الرملة، فقد زَوَّد الجيش الإسرائيلي [المُهَجَّرِين] بحافلات وشاحنات. في باديء الأمر، جُمِع كل الذُّكُور وجرى اعتقالهم في أحد المباني، ولكن بعد سماع الإسرائيليين لأصوات إطلاق نار، اعتقد بن-غوريون أنها بدايةٌ لهجوم مضاد يَشُنُّه الجيش العربي، وأَوْقَف عمليات الاعتقال وأصدر أمرًا بالإخلاء السريع لجميع السكان العرب من النساء والأطفال وكبار السن [من الرملة].» وفي شرْحِه لأحداث التهجير، يُشِير فلابان بأن بن-غوريون قال: «على هؤلاء الذين شَنُّوا الحرب علينا بأن يتحملوا مسؤولية هزيمتهم.»
وكتب إسحق رابين في مُذَكِّرَاته:
ماذا كان عليهم أن يفعلوا مع 50,000 مدني يعيشون في المدينتَيْن... حتى بن-غوريون لم يَسْتَطِع تقديم حل، فخلال النقاش داخل مركز العمليات بَقِي صامتًا كما هي عادته في المواقف المشابهة. بشكل واضح، لم نكن نستطيع تَرْك الهجمات [القادمة من اللد] والحشود المسلحة وراء ظهورنا، حيث أنها كانت تُهَدِّد طريق الإمدادات [الخاص بالجنود الذين كانوا] يتقدمون نحو الشرق... وكرر آلون سؤاله: ماذا يجب أن نفعل مع السكان؟ لَوَّح بن-غوريون بيده كأنه يقول: اطردهم خارجًا!... يمتلك مصطلح «الطَّرْد» وَقْعًا قاسيًا على المسامع... على المستوى النفسي، كان ذلك واحدًا من أصعب الأفعال التي قُمْنَا بها. لم يُغَادِر سكان [اللد] طَوَاعِيَة. فلم يَكُن هناك مَفَرّ من استخدام القوة وتوجيه طلقات وقذائف تحذيرية لإجبار السكان على السَّيْر مسافة 10-15 ميلًا حتى وصولهم إلى النقطة التي يلتقون فيها مع الجيش العربي.

ويؤكد فلابان أن أحداث مدينة الناصرة -ولو أنها لم تنتهي بالتهجير- تؤكد على اتباع الإسرائيليين لخطة ثابتة في التهجير. في 16 يوليو، وبعد 3 أيام من إخلاء اللد والرملة من سكانهما الفلسطينيين، استسلمت مدينة الناصرة لالجيش الإسرائيلي. كان الضابط الإسرائيلي المسؤول وقتها هو بين دونكيلمان وهو يهودي كندي، وقد وَقَّع على اتفاق الاستسلام باسم الجيش الإسرائيلي بالتشارك مع حاييم لاسكوف (كان قائد لواء وقتها، وأصبح فيما بعد رئيسًا لأركان الجيش الإسرائيلي). وقد تَكَفَّل اتفاق الاستسلام بسلامة المدنيين الفلسطينيين وعدم تعرضهم لأي أذى، ولكن في اليوم التالي، أعطى لاسكوف أمرًا لدونكيلمان بإخلاء السكان، ولكن دونكيلمان قد رفض تنفيذ ذلك الأمر.
وإضافة إلى ذلك، ارتكب الإسرائيليون عمليات نهب واسعة والعديد من عمليات الاغتصاب خلال الإخلاء. واستنادًا إلى بيني موريس، أصبح ما مجموعه 100,000 فلسطيني تقريبًا لاجئين خلال هذه المرحلة من التهجير.:448

### أكتوبر 1948م - مارس 1949م

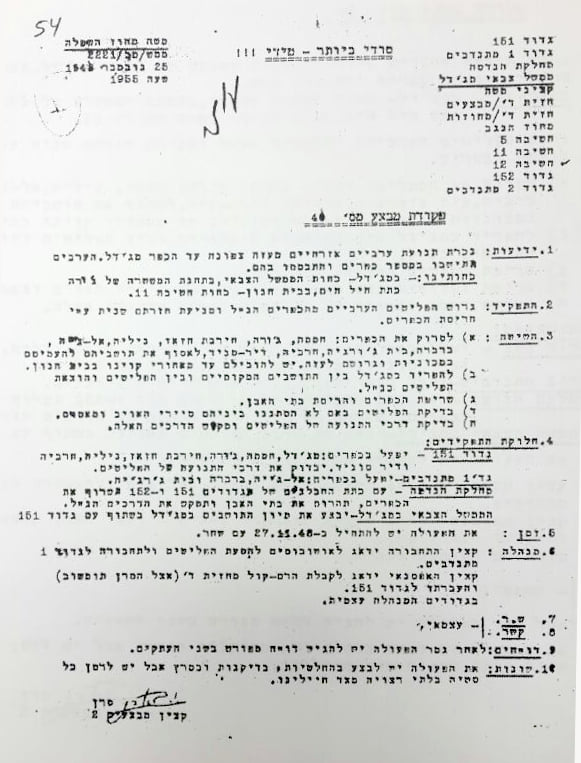
قرار صادر عن الجيش الإسرائيلي يأمُر بتدمير القرى الفلسطينية في نوفمبر 1948م.

عُرِفَت هذه الفترة بانتصارات الجيش الإسرائيلي، وذلك من خلال المجموعة التالية من العمليات العسكرية: عملية يوآف التي وقعت في أكتوبر وفتحت طريق الوصول إلى صحراء النَّقَب في وجه الإسرائيليين، والتي آلَت إلى احتلالهم مدينة بئر السبع وهي أكبر مدينة في النقب، وعملية ها-هار التي وَقَعَت في الشهر ذاته وأَفْضَت إلى تفريغ ممر القدس من المقاومة، وعملية حيرام في أواخر أكتوبر التي أدت إلى احتلال الجليل الأعلى، وعَمَلِيَّتَا حوريب في
ديسمبر 1948م وعوبدا في مارس 1949م اللَّتَان أَكْمَلَتَا احتلال إسرائيل لكامل النقب (كانت النقب ضمن الدولة اليهودية حسب قرار تقسيم فلسطين الصادر من الأمم المتحدة 1947). قُوبِلَت تلك العمليات العسكرية بالمقاومة من الفلسطينيين الذين أصبحوا بعدها لاجئين. وحُصِرَت النشاطات العسكرية الإسرائيلية في تلك الفترة على الجليل وعلى صحراء النقب التي كانت مليئة بالسكان الفلسطينيين. كان جَلِيًّا بالنسبة لسكان القرى في الجليل أنهم إذا تركوا قُرَاهم فإن عودتهم ستكون بعيدة المنال، بالتالي أصبح عدد الذين غادروا مواطنهم طَوعًا أقل بكثير من ذي قبل. وحدثت معظم عمليات النزوح لأسباب واضحة ومباشرة هي: الطَّرْد والمضايقات الإسرائيلية المُتَعَمَّدَة، حيث كتب بيني موريس أن «القادة [الإسرائيليين] كانوا مُصَمِّمِين بشكل واضح على دَفْع السكان [الفلسطينيين] خارج المنطقة التي يَحْتَلُّونَهَا.»:490
وخلال عملية حيرام التي وقعت في الجليل الأعلى، تَلَقَّى قادة الجيش الإسرائيلي أَمْرًا يقول: «افْعَلُوا كل ما تستطيعونه لتطهير الأراضي المحتلة من العناصر المُعَادية بشكل فَوْرِي وسريع، وذلك طِبْقًا للقرارات الصادرة. ويجب مساعدة السكان لإخلاءهم من المناطق المُحْتَلَّة.» (31 أكتوبر 1948م، موشيه كارمل) وأفاد رالف بنش -القائم بأعمال الأمم المتحدة في فلسطين- أن المراقبين التابعين للأمم المتحدة سَجَّلُوا عمليات سرقة واسعة للقرى الفلسطينية في الجليل على أيدي القوات الإسرائيلية التي سَرَقَت المِعَاز والخِراف والبِغَال. وأَظْهَرَت عمليات السرقة التي أبلغ عنها مُرَاقِبُو الامم المتحدة استخدامًا مُمَنْهَجًا للشاحنات العسكرية في نَقْل المسروقات. ويشير تقرير رالف بنش إلى أن الوَضْع وَقْتَها أدى إلى حدوث عملية نزوح جديدة للاجئين الفلسطينيين نحو لبنان، حيث يقول أن القوات الإسرائيلية احتلَّت المنطقة التي كانت تسيطر عليها قوات فوزي القاوقجي داخل الجليل، ثم عَبَرَتْ منها إلى داخل الحدود اللبنانية. ويضيف بنش «أن القوات الإسرائيلية تستولي الآن على مواقع داخل الزاوية الجنوبية-الشرقية للبنان، ويتضمن ذلك ما يقارب 15 قرية لبنانية تحتلها وِحْدَات عسكرية إسرائيلية صغيرة.»
واستنادًا إلى موريس:492 فقد غادَر ما يتراوح بين 200,000 و300,000 فلسطيني مَوَاطِنَهُم خلال هذه المرحلة. واستنادًا إلى إيلان بابي، فإنه «خلال سبعة أشهر، دُمِّرَت 531 قرية وفُرِّغ 11 حَيًّا سَكَنِيًّا مدنيًّا من سكانه [...] وتَصَاحَب التهجير الشامل مع المذابح، وعمليات الاغتصاب، واعتقال الرجال في معسكرات الأشغال الشاقة لفترات تجاوزت السنة.»

## الوساطة المتزامنة ومؤتمر لزوان

### وساطة الأمم المتحدة
انْخَرَطَت الأمم المتحدة في الصراع منذ البداية، وذلك من خلال مكاتب هيئة الأمم المتحدة لمراقبة الهدنة ولِجَان الهدنة المشتركة. حيث أنه في خريف سنة 1948م، كانت مشكلة اللجوء حقيقة قائمة، ونُوقِشَت مجموعة من الاقتراحات لِحَلِّهَا. وقال الكونت فولك برنادوت في 16 سبتمبر:

لا يمكن أن تكون هناك تسوية عادلة وشاملة إذا لم يُعْتَرَف بحق اللاجيء العربي في العودة إلى وطنه الذي طُرِد منه. وسيكون ذلك جريمة بحق المباديء الأساسية للعدالة إذا حُرِم ضحايا ذلك الصراع الأبرياء من حقهم في العودة إلى أوطانهم بينما يَتَدَفَّق اليهود المهاجرون إلى داخل فلسطين، مما يشكل خطرًا حقيقيًّا بإبدالهم بشكل دائم مكان اللاجئين العرب المُتَجَذِّرِين في تلك الأرض منذ قرون.

وكان قرار الجمعية العامة للأمم المتحدة رقم 194 الصادر في 11 ديسمبر 1948م هو القرار الأول الذي نادى بسماح إسرائيل بعودة اللاجئين، ويُجَدَّد هذا القرار في كل عام منذ صدوره، ويَنُصّ القرار على ما يلي:

وجوب السماح بالعودة، في أقرب وقت ممكن للاجئين الراغبين في العودة إلى ديارهم والعيش بسلام مع جيرانهم، ووجوب دفع تعويضات عن ممتلكات الذين يقررون عدم العودة إلى ديارهم وكذلك عن كل فقدان أو خسارة أو ضرر للممتلكات بحيث يعود الشيء إلى أصله وفقاً لمبادئ القانون الدولي والعدالة، بحيث يعوّض عن ذلك الفقدان أو الخسارة أو الضرر من قبل الحكومات أو السلطات المسؤولة.

### مؤتمر لوزان 1949م
في 12 مايو 1949م -في بدايات مؤتمر لوزان- اعترفت إسرائيل على بمبدأ السماح للَّاجئين الفلسطينيين بالعودة. وفي نفس الوقت أصبحت إسرائيل عضوًا في الأمم المتحدة بناءًا على قرار الجمعية العامة للأمم المتحدة رقم 273 الصادر في 11 مايو 1949م، وقد تضمن ذلك القرار العِبَارَة التالية:

إذ تلاحظ أيضًا تصريح دولة إسرائيل أنها «تقبل دون تحفظ الالتزامات الواردة في مثاق الأمم المتحدة، وتتعهد بأن تحترمها منذ اليوم الذي تصبح فيه عضواً في الأمم المتحدة.»

وبدلًا من السماح بعودة جميع اللاجئين، قَدَّمَت إسرائيل عرضًا بالسماح بعودة 100,000 لاجيء فقط إلى فلسطين، ولكن ليس بالضرورة إلى مناطقهم التي خرجوا منها، ويتضمن ذلك 25,000 لاجيء عادوا إلى فلسطين خِلْسَة، و10,000 حالة إعادة شمل للعائلات.:577 واشترطت إسرائيل لتنفيذ ذلك العرض توقيع معاهدة سلام مع الدول العربية تضمن لها الاحتفاظ بالأراضي التي احتلتها والتي تقع ضمن منطقة الدولة العربية بناءًا على قرار الأمم المتحدة بتقسيم فلسطين، واشترطت كذلك أن تستضيف الدول العربية ما يَتَبَقَّى من اللاجئين البالغ عددهم 550,000-650,000، وذلك خِلَافًا للوعد الذي قَطَعَتْه إسرائيل عند دخولها الامم المتحدة. ورَفَضَت الدول العربية ذلك العرض لأسباب قانونية وأخلاقية وسياسية. وسَحَبَت إسرائيل بدورها ذلك العرض بسرعة.
وفي كتابه الصادر عام 2004م: إعادة النظر في ولادة مشكلة اللجوء الفلسطيني، يُلَخِّص بيني موريس الموضوع من منظوره فيقول:

بعد مضيّ الزمن، يتبيَّن أنه في مؤتمر لوزان أُضِيعَتْ الفرصة الأفضل وربما الوحيدة لحل مشكلة اللاجئين، ذلك إن لم تكن تلك فرصة لتحقيق التسوية الشاملة في الشرق الأوسط. ولكن التَّنَافُر الأساسي في المواقف الأولية للأطراف وعدم استعداد أيٍّ من الجَانِبَيْن للتَّحَرُّك، واللجوء السريع لإجبار العرب على تسوية نابعة من رفضهم وشعورهم العميق بالإذلال، وكذلك إدمان الإسرائيليين على النصر واكتساب الموارد المادية، ذلك الإدمان النَّاتِج من التدفق اليهودي في فلسطين... كل ذلك أدَّى إلى فَشَل «المؤتمر» منذ البداية. وفَشِل الضغط الأمريكي على كِلَا الجانبَيْن في زَحْزَحَة أي من الطَّرَفَيْن عن موقفه، حيث أنه كان مُفْتَقِرًا إلى الحَزْم والإلزام. لقد كان «عرض الـ100,000» قليلًا جدًّا، وجاء متأخرًا جدًّا.:580

## النقاش الدائر حول أسباب حدوث تهجير الفلسطينيين

### المواقف الابتدائية
في العقود الأولى بعد وقوع التهجير، ظَهَرَت هناك مَدْرَسَتَان مُتَنَاقِضَتَان تمامًا لتفسير الأحداث. حيث «تزعم إسرائيل أن العرب تركوا بلادهم بسبب الأوامر التي جاءتهم، والخَوْف الذي أَقْحَمَهُم فيه قادَتُهُم الذين أرادوا الميدان خاليًا لاستغلاله في حرب 1948م»، بينما «يقول العرب أن شَعْبَهُم طُرِد من وطنه تحت وَطْأة السلاح والرعب الذي تَعَمَّد الصهاينة إثارته.» وقُدِّمَت أيضًا تفسيرات أخرى، فمثلًا يؤكد بيريز وغابي على العنصر النفسي: الهَلَع والهستيريا اللذان غَمَرَا الفلسطينيين مما أدى إلى النزوح.
قُدِّمَت وجهة النظر الإسرائيلية في المنشورات الصادرة عن المؤسسات الإسرائيلية المتنوعة مثل مركز المعلومات الوطني، ووزارة التعليم (في مناهج التاريخ والتربية الوطنية)، والجيش الإسرائيلي، بالإضافة إلى المؤسسات المُجْتَمَعِيَّة الإسرائيلية-اليهودية التي تتضمن: الجَرَائِد، ومذكرات الذين قاتلوا في حرب 1948م، ودراسات الأوساط البحثية. وعلى أية حال، ظهر عدد من الباحثين اليهود الذين يعيشون خارج إسرائيل -منهم بيريز وغابي- مِمَّن كانت لهم وجهة نظر مغايرة. وتقول وجهة النظر تلك أن بعض الفلسطينيين غادروا أراضيهم بمحض إرادتهم، بينما طٌرِد الآخرون منها على أيدي اليهود والقوات العسكرية الإسرائيلية.

### التغيرات في الموقف الإسرائيلي تجاه أسباب التهجير - أواخر السبعينات
عارضت المؤسسات المُجْتَمَعِيَّة الإسرائيلية-اليهودية الرواية الصهيونية التي تنفي مسؤولية التهجير عن إسرائيل، وبدأ ذلك في أواخر سبعينات القرن العشرين. وكانت هناك العديد من الدراسات البحثيَّة ومقالات الصحف اليومية، بالإضافة إلى بعض مذكرات الذين شاركوا في حرب 1948م التي تُقَدِّم رواية أكثر حيادية للأحداث. وتقول الرواية الجديدة أن بعض الفلسطينيين غادروا أوطانهم طَوْعًا بمحض إرادتهم (بسبب دعوات العرب أو قاداتهم إلى الرحيل الجزئي تجنُّبًا للوقوع قي الخوف والانهيار المجتمعي)، بينما طُرِد الآخرون على أيدي القوات اليهودية\الإسرائيلية.

### التغيرات بعد ظهور «المؤرخين الجدد» - أواخر الثمانينات
لقد تغيَّر المجتمع الإسرائيلي بشكل جذري في أواخر ثمانينات القرن العشرين. حيث ازداد نَشْر المقالات الصّحفية المُحَايِدة والموضوعية وكذلك التي تنتقد السياسات الإسرائيلية، بالإضافة إلى مذكرات المحاربين القدامى في حرب 1948م التي تتناول الأمر بشكل محايد. وفي الوقت ذاته، بدأت المنظمات الإسرائيلية غير الحكومية بتناول الروايات الفلسطينية والمحايدة للأحداث في منشوراتها. بالإضافة إلى أن إسرائيل في الثمانينات أتاحت جزءًا من أرشيفها للمؤرخين كي يبحثوا فيه. وتزامن ذلك مع ظهور العديد من المؤرخين الإسرائيليين -الذين يُسَمَّوْن بالمؤرخين الجدد- الذين امتلكوا تحليلًا أكثر انتقادًا للتاريخ الإسرائيلي. أما الروايات الرسمية والتاريخية العربية فبالكاد قد تغيرت مع مرور الوقت، كما أنها لَقِيَت دَعْمًا من بعض المؤرخين الجُدُد. فمثلًا يقول إيلان بابي أن التهجير كان عملية تطهير عرقي ويستدل على ذلك بالتحضيرات الصهيونية للتهجير والتي سَبَقَتْ حدوثه بسنوات، وكذلك يوفِّر بابي تفاصيلًا أكثر عن عملية التخطيط لطرد الفلسطينيين من قِبَل مَجْموعة يسميها «المُسْتَشَارِيَّة.» ويقول بيني موريس أن هناك تطهيرًا عرقيًّا حدث خلال تهجير الفلسطينيين، وأن «هناك ظروفًا في التاريخ تُبَرِّر القيام بالتطهير العرقي... فعندما يكون الخيار منحصرًا بين التطهير العرقي أو الإبادة الجماعية لجميع أبناء شعبك، فأنا أُفَضِّل التطهير العرقي.»
واستنادًا إلى إيان بلاك -محلل لشؤون الشرق الأوسط في صحيفة الجارديان- فإن «الكثير يعتبرون» أن تهجير الفلسطينيين قد اشتمل على التطهير العرقي. ولا يقبل جميع المؤرخون وَصْف التهجير بأنه تطهير عرقي. وتستخدم الوثائق الإسرائيلية التي تعود لعام 1948م مصطلح «التطهير» للإشارة إلى طَرْد العرب من مناطقهم. ويعتبر إفرايم كارش واحدًا من المؤرخين الإسرائيليين القلائل الذين يعتبرون أن معظم النازحين غادروا البلاد بمحض إرادتهم أو بتوجيهات من القيادات العربية، بالرغم من أن إسرائيل حاولت إقناعهم بالبقاء. ويقول أن التهجير الذي أجراه الإسرائيليون في اللد والرملة كان لضرورة عسكرية. وبعدما تمكنت منظمة عكيفوت الإسرائيلية غير الحكومية من رَفْع المَنْع والرقابة عن مذكرات بن-غوريون عام 2021م، أظهرت المذكرات أن بن-غوريون في 1949م وَجَّه الإسرائيليين لدفع الفلسطينيين المهجرين من اللد والرملة نحو الأردن، وذلك ردًّا على محاولات عودتهم إلى مُدُنِهِم، حيث قال: «يجب علينا أن 'نضايقهم' بلا رحمة... كما أننا يجب أن نضايق ونحفز اللاجئين في الجنوب [جنوب فلسطين] أيضًا كي يتحركوا نحو الشرق [نحو الأردن]، ذلك لأنهم لن يذهبوا إلى البحر، وكذلك لن يتوجهوا إلى مصر لأن مصر لن تسمح لهم بالدخول.»
لقد كان بحث بابي حول التهجير عُرْضَة للكثير من النَّقْد. حيث يقول بيني موريس أن بحث بابي يحتوي أخطاءًا ويتميز بالانحرافات. ويشير إفرايم كارش إلى أن تأكيد بابي على وجود خطة أساسية لليهود في طرد العرب ما هو إلا اختراع منه.

## نتائج تهجير الفلسطينيين

### الدمار الاقتصادي
خلال الصراع، كانت القُرَى والبلدات إما تُحْتَلّ أو يغادرها سكانها، مما أدَّى إلى انتشار عمليات سرقة واسعة النطاق للقرى على أيدي القوات الإسرائيلية، حتى أن ديفيد بن-غوريون قال في 24 يوليو 1948م: «لقد تبيَّن أن معظم اليهود لصوص.» وتُشَبِّه نيتيفا بن-يهودا -ضابطة في قوات البلماح- ما شَهِدَتْه من سَلْب ونَهْب في منطقة طبريا بالسلوك التقليدي الذي رآه اليهود على أيدي الذين اضطهدوهم خلال البوغرومات المعادية لليهود في أوروبا، حيث تقول:
«مثل تلك الصور كانت مألوفة بالنسبة إلينا. لقد كانت تلك هي طريقة معاملة الناس لنا في الهولوكوست خلال الحرب العالمية، وفي كل البوغرومات. يا إلهي كم نعرف تلك الصور. وهنا- هنا كنَّا نحن من نفعل نفس تلك الأشياء المروعة لأشخاص آخرين. لقد حَمَّلْنا كل شيء على شاحنة - بينما كانت أيدينا ترتعش بصورة رهيبة... لم يَكُن ذلك بسبب وزن الأغراض. إن يداي ترتعشان الآن فقط بسبب الكتابة عن ذلك.»

### تدمير وتهجير سكان المناطق الفلسطينية
لقد أجرى عدة كُتَّاب دراسات متعلقة بعدد المناطق الفلسطينية التي غادرها سكانها، أو تَهَجَّرُوا قَسْرًا، أو تعرَّضَت للتدمير خلال الفترة 1947-1949م. ويُلَخِّص الجدول الآتي ما تَوَصَّل إليه مجموعة من الباحثين من أرقام.
| المرجع (البَاحِث) | البَلْدَات | القُرَى | مُخَيَّمَات القبائل | المجموع |
| --------------- | ------- | ----- | -------------- | ------- |
| بيني موريس      | 10      | 342   | 17             | 369     |
| وليد الخالدي    | 1       | 400   | 17             | 418     |
| سلمان أبو ستة   | 13      | 419   | 99             | 531     |

واستنادًا إلى مركز حقوق الإسكان وحالات الإخلاء ومركز بديل، فإن دراسة موريس تحمل أقلّ الأرقام بين الدراسات الثلاثة لأنه استثنى مجموعة من المناطق التي احتسبها الخالدي وأبو ستة بدورهما. وكان وليد الخالدي قد اعتمد على 6 مصادر في استنتاج أرقامه للمناطق التي تَدَمَّرَتْ أو تَهَجَّر سكانها. وكان هناك 296 منطقة اتَّفَقَت عليها جميع المصادر. بينما ذُكِرَت 60 منطقة أخرى في 5 مصادر من أصل 6. ومن بين ما مجموعه 418 منطقة أحصاها الخالدي، كان هناك 292 (70%) منها قد تَدَمَّر بالكامل، 90 (22%) تَدَمَّر معظمها. ويُشِير مركز حقوق الإسكان وحالات الإخلاء ومركز بديل إلى أن هناك مصادرًا أخرى تُورِد 151 منطقة إضافية استثناها
الخالدي من دراسته لعدة أسباب (مثل أنه قد استثنى المدن الرئيسة والبلدات المُدَمَّرَة أو المُهَجَّر سكانها، بالإضافة إلى بعض مخيمات البدو، وكذلك القُرَى التي «جرى إخلاؤها» قبل ابتداء المعارك). وقد احتسب سلمان أبو ستة في دراسته قبائل مدينة بئر السبع التي خسرت أراضيها، بينما لم تُحْتَسَب معظمها في دراسة الخالدي.
وتستخلص دراسة أخرى تَضَمَّنَتْ بحثًا ميدانيًّا ومقارنات مع الوثائق البريطانية وغيرها أن 472 مَوْطنًا فلسطينيًا (بما فيها البلدات والقرى) دُمِّرَت عام 1948م. وتُشِير الدراسة إلى أن التدمير كان شبه كامل في بعض المدن والأقاليم، حيث تشير إلى أن ما نسبته 96.0% من القرى في منطقة يافا قد تدمرت بالكامل، وكذلك 90.0% في طبريا، و90.3% في صَفَد، و95.9% في بيسان. واستنادًا إلى بيانات الإحصاء السكاني البريطاني التي تعود إلى عام 1931م، تستخلص الدراسة أن ما يقارب الـ70,280 بيتًا فلسطينيًّا دُمِّر خلال هذه الفترة.
وفي دراسة أخرى، يستعرض أبو ستة نتائج التهجير في 8 مراحل مختلفة من مراحل تهجير الفلسطينيين في الفترة 1947-1949م. ويحتوي الجدول التالي على مُلَخَّص لنتائج دراسته:
| المرحلة:                                                | عدد المناطق المُدَمَّرَة أو المُهَجَّر سكانها | عدد اللاجئين | مساحة الأراضي الفلسطينية التي تحتلها إسرائيل (كم2) |
| ------------------------------------------------------- | ------------------------------------ | ------------ | -------------------------------------------------- |
| 29 نوفمبر 1947 – مارس 1948                              | 30                                   | >22,600*     | 1,159.4                                            |
| إبريل – 13 مايو 1948م (طبريا، يافا، حيفا، صفد، إلخ.)    | 199                                  | >400,000     | 3,363.9                                            |
| 15 مايو – 11 يونيو 1948م (90 قرية إضافية)               | 290                                  | >500,000     | 3,943.1                                            |
| 12 يونيو – 18 يوليو 1948م (اللد، الرملة، الناصرة، إلخ.) | 378                                  | >628,000     | 5,224.2                                            |
| 19 يوليو – 24 أكتوبر 1948م (الجليل والمناطق الجنوبية)   | 418                                  | >664,000     | 7,719.6                                            |
| 24 أكتوبر – 5 نوفمبر 1948م (الجليل، إلخ.)               | 465                                  | >730,000     | 10,099.6                                           |
| 5 نوفمبر 1948م – 18 يناير 1949م (صحراء النقب، إلخ.)     | 481                                  | >754,000     | 12,366.3                                           |
| 19 يناير – 20 يوليو 1949م (صحراء النقب، إلخ.)           | 531                                  | >804,000     | 20,350.0                                           |

* قَدَّرَت مصادر أخرى هذا الرقم بأكثر من 70,000 لاجيء.

### اللاجئون الفلسطينيون
في 11 ديسمبر 1948م، وقبل 12 شهرًا من تأسيس الأونروا، صادقت الجمعية العامة للأمم المتحدة على قرارها رقم 194. وَافَق هذا القرار على إطلاق تسمية لاجيء فلسطيني على «الأشخاص ذوي الأصل العربي الذين غادروا -قبل 29 نوفمبر 1947م- المنطقة الخاضعة لسيطرة السلطات الإسرائيلية وكانوا مواطنين فلسطينيين في ذلك التاريخ»، وكذلك على «الأشخاص ذوي الأصل العربي الذين غادروا المنطقة المذكورة بعد 6 أغسطس 1924م وقبل 29 نوفمبر 1947م وكانوا مواطنين فلسطينيين في التاريخ المذكور أخيرًا، [بالإضافة إلى] الأشخاص ذوي الأصل العربي الذين غادروا المنطقة المَعْنِيَّة قبل 6 أغسطس 1924م والذين اختاروا [البقاء على] الجنسية الفلسطينية وكانوا قد احتفظوا بتلك الجنسية حتى 29 نوفمبر 1947م.»
تأسست الأونروا بِمُوجِب قرار الجمعية العامة للأمم رقم 302(4) الصادر في 8 ديسمبر 1949م. وقد حدد القرار اللاجئين الذين يستطيعون الاستفادة من خدمات الأونروا، وهم «الأشخاص الذين كانت فلسطين مكان إقامتهم الطبيعي في الفترة بين يونيو 1946م ومايو 1948م، وقد خَسِرُوا كُلًّا من مَوَاطِنِهِم وسُبُل كَسْب عَيْشِهِم نتيجةً لصراع الحرب العربية-الإسرائيلية سنة 1948م»، كما يُغَطِّي ذلك جميع أحفاد الأشخاص الذين أصبحوا لاجئين في 1948م. ويعتبر تفويض الأونروا من الأمم المتحدة مؤقتًا لم يُحَدَّد تاريخ انتهاءه بعد.
وقالت إحصائية الأونروا النهائية عام 1949م بأن عدد اللاجئين الذين تنطبق عليهم الشروط السابقة يبلغ 726,000،:602 ولكن عدد الذين سُجِّلُوا عند الأونروا كلاجئين وصل إلى 914,000. وأوضحت لجنة التوفيق التابعة للأمم المتحدة أن تلك الزيادة في العدد تعود إلى إعطاء بعض الأشخاص أكثر من بطاقة تموين واحدة خاصة باللاجئين، وإضافة أشخاص إلى سجلات الأونروا من الذين تَهَجَّرُوا من مناطق لم تحتلها إسرائيل وذلك خلافًا لشروط اعتبار الشخص لاجئًا، وكذلك إضافة أشخاص فقراء للاستفادة من دعم الأونروا بالرغم من أنهم غير مُهَجَّرِين. وبالإضافة إلى ذلك، تشير الأونروا إلى أن حالات الوفاة بين اللاجئين لا يُبْلَغ عنها غالبًا فيبقى الميت محسوبًا ضمن أعداد اللاجئين، بينما يُبْلَغ بسرعة عن المواليد الذين يضافون إلى حساب اللاجئين أيضًا لأن أحفاد اللاجئين يعتبرون لاجئين، كما أن مُعَدَّل المواليد بين اللاجئين مرتفع، حيث يصل إلى 30,000 مولود جديد سنويًّا. وبحلول يونيو 1951م، خَفَّضَت الأونروا عدد اللاجئين المُسَجَّلِين إلى 876,000 بعد استبعاد الكثير من حالات التَّسْجِيل المُخالِفَة والمُكَرَّرَة.
وفي يومنا هذا، ارتفع عدد الأشخاص المؤهلين للاستفادة من خدمات الأونروا إلى ما يزيد عن 4 ملايين شخص، ثُلْثُهُم يعيشون في الضفة الغربية وقطاع غزة، وأقل من الثلث بقليل يعيشون في الأردن، و17% منهم في سوريا ولبنان، وحوالي 15% في دول عربية وغربية متنوعة. وهناك مليون لاجيء تقريبًا لا يمتلكون بطاقة هوية شخصية سوى بطاقة الأونروا.

### قانون منع التسلل
عُقْب ظهور أزمة اللاجئين الفلسطينيين بعد حرب عام 1948م، حاول الكثير من الفلسطينيين العودة إلى ديارهم بطريقة أو بأخرى. استمرت تلك المحاولات بإحراج السلطات الإسرائيلية حتى الموافقة على قانون منع التَّسَلُّل الذي يُعَرِّف التسلل المسلح وغير المسلح إلى داخل إسرائيل بأنه جريمة، وكذلك الأمر بالنسبة إلى التسلل من إسرائيل إلى دولة مجاورة معادية.[بحاجة لمصدر] واستنادًا إلى الكاتب العربي الإسرائيلي صبري جريس، كان الهدف من القانون هو منع الفلسطينيين من العودة إلى فلسطين، وأن كل الذين فعلوا ذلك اعْتَبَرَتْهُم السلطات الإسرائيلية متسللين مخالفين للقانون.
واستنادًا إلى ديفيد كيرشباوم، استمرت الحكومة الإسرائيلية بإلغاء وتعديل بعض من قوانين الدفاع (الطواريء) التي أصدرتها سنة 1945م، ولكنها استمرت أيضًا وعلى نحو أكبر بإضافة المزيد من القوانين إليها بالتزامن مع استمرارها بتمديد العمل بحالة الطواريء. وعلى سبيل المثال، فبالرغم من أن قانون منع التسلل الصادر سنة 1954م لم يُوصَف بأنه «قانون طواريء» رسمي، إلا أنه يُوَسِّع نطاق تطبيق «قانون الطواريء رقم 112» لعام 1945م الذي يمنح وزير الدفاع صلاحيات مُطْلَقَة بترحيل المُتَّهَمِين بالتسلل خارج فلسطين قبل إصدار قرار محكمة بذلك حتى. ويبقى قانون الطواريء هذا ساريًا حتى يقوم الكنيسيت بإنهاء حالة الطواريء في إسرائيل مما سيؤدي إلى إلغاء العمل بجميع قوانين الطواريء.

### قوانين الأراضي والأملاك
عُقْب تأسيسها، صَمَّمَت إسرائيل نظامًا قانونيًّا يضمن استمرار وتعزيز الملكية الإسرائيلية على الأراضي الفلسطينية، وهي عملية كانت قد بدأت قبل عقود. في السنوات الأولى من قيام دولة إسرائيل، استمر العمل بالكثير من القوانين العثمانية والبريطانية السابقة. ولكن في الفترات اللاحقة عُدِّلَت تلك القوانين أو اسْتُبْدِلَت بشكل كامل.
وقد كان التحدي الأول في وجه إسرائيل هو الحصول على ملكية قانونية على الأراضي التي تحتلها، وتحويلها من أراضٍ فلسطينية محتلة إلى أراضٍ مملوكة لإسرائيل بشكل شرعيّ. وكان ذلك هو الدافع وراء تمرير أول مجموعة من قوانين الأراضي.

#### قوانين الطواريء الأولى
تُمَثِّل المادة 125 من قوانين الطواريء الإسرائيلية الصادرة سنة 1945م واحدًا من أهم قوانين الطواريء الأولى.
واستنادًا إلى ديفيد كيرشباوم، فإن هذا القانون يعطي الصلاحية لقائد الجيش الإسرائيلي بإغلاق منطقة ما بحيث «يُمْنَع الدخول إليها أو الخروج منها إلا بتصريح من الجيش. واسْتُخْدِم هذا القانون لمنع صاحب الأرض الأصلي من الوصول لأرضه بالتالي سَتُصَنَّف أرضًا غير مأهولة بعد فترة من الزمن، وبعدها يصبح من الممكن مصادرتها وانتزاع الملكية من صاحبها من خلال قانون 'حيازة الأراضي' الصادر سنة 1953م [وبذلك تنتقل الملكية إلى الدولة الإسرائيلية]، ولم يكن من الواجب حين إغلاق أرض ما الإعلان عن ذلك في الجريدة الرسمية.»

#### قوانين أملاك الغائبين
هي عبارة عن مجموعة من القوانين، قُدِّمَت الدُّفْعَة الأولى منها على هيئة قوانين أحكام طواريء أصدرتها القيادة اليهودية، وبعد انتهاء الحرب دُمِجَت في القانون الإسرائيلي. وكمثال على فئة قوانين أحكام الطواريء هو «قانون أحكام الطواريء فيما يتعلَّق بأملاك الغائبين» الصادر في ديسمبر 1948م، وقد حلّ مكانه بعد الحرب «قانون املاك الغائبين» الصادر سنة 1950م. ومن قوانين الطواريء أيضًا «قانون أحكام الطواريء المتعلقة بمصادرة الأملاك» الصادر سنة 1949م، وغيره من القوانين.
واستنادًا إلى مركز حقوق الإسكان وحالات الإخلاء ومركز بديل، فإن قوانين أملاك الغائبين ركَّزَتْ على صياغة تعريف «قانوني» للأشخاص (العرب غالبًا) الذين نزحوا أو أُجْبِروا على الخروج من أراضيهم، ذلك ما لم تأتي به باقي القوانين الإسرائيلية التي تهدف لتأسيس غطاء قانوني لاستيلاء إسرائيل على الأراضي الفلسطينية. وبموجب هذا القانون فإن كلّ من هُجّر أو نزح من المناطق التي يسيطر عليها الاحتلال فهو غائب، بالتالي يمكن للاحتلال الاستحواذ على الأراضي التي كان يمتلكها."Absentees' Property Law". Adalah (بالإنجليزية). Archived from the original on 2023-03-19. Retrieved 2021-11-29.
لقد لَعِبَت أملاك الغائبين دورًا عظيمًا في جَعْل إسرائيل دولة تمتلك مُقَوِّمَات البقاء. ففي 1954م، سَكَن أكثر من ثلث الشعب الإسرائيلي في أراضٍ استولت عليها الحكومة من أملاك الغائبين، وكذلك استقرّ حوالي ثلث المهاجرين اليهود الجُدُد (250,000) في مناطق تَهَجَّر سكانها العرب. ومن بين 370 مستوطنة إسرائيلية جديدة بُنِيَت بين عامَيْ 1948 و1953م، شُيِّدت 350 منها على أراضي أملاك الغائبين.
وقد رُبِط قانون أملاك الغائبين بشكل مباشر بالجدال الدائر حول ارتباط تهجير الفلسطينيين بتهجير اليهود من الدول العربية والإسلامية، حيث يقترح مُؤَيِّدُو الاستيلاء على الأراضي الفلسطينية أن هناك روابطًا قوية بينهما وأنه من غير العادل عدم رَبْطِهِمَا ببعضهما.
وعلى أية حال، قال عدنان الحسيني -محافظ القدس الشرقية في السلطة الوطنية الفلسطينية- أن هذا القانون الإسرائيلي «عنصري وإمبريالي يسعى إلى الاستيلاء على الهِكْتَارَات والأملاك من الأراضي الفلسطينية.»

#### القوانين الصادرة
لقد أصدر الاحتلال الإسرائيلي عددًا من القوانين التي تتيح المجال للمزيد من الاستيلاء على الأراضي الفلسطينية التي تَهَجَّر سكانها. ومن تلك القوانين ما يلي:
- «قانون الاستحواذ على الأرض لأغراض الخدمات العامة» الصادر سنة 1943م، والذي يسمح بالاستيلاء على الأراضي لاستخدامها كمرافق حكومية عامة.
- «قانون التَّقَادُم» الصادر سنة 1958م. استنادًا إلى مركز حقوق الإسكان وحالات الإخلاء ومركز بديل،[109] فإن هذا القانون جنبًا إلى جنب مع «قانون تسوية ملكية الأراضي المُعَدَّل» الصادر سنة 1960م و«قانون تسوية ملكية الأراضي الجديد» الصادر سنة 1969م و«قانون الأرض» الصادر سنة 1969م يَهْدِف إلى مراجعة المعايير المتعلقة باستخدام وتحديد ملكية أراضي الميري وتسهيل استحواذ الاحتلال الإسرائيلي عليها، والجدير بالذكر هو أن أراضي الميري هي أراضٍ كانت مملوكة للدولة العثمانية وتستحوذ على مساحة شاسعة من فلسطين.

## حذف إسرائيل للوثائق
عَدَّلَت الحكومة الإسرائيلية الأرشيف الإسرائيلي بشكل مُمَنْهَج بهدف مَحْو الوثائق التي تُدِين المجازر الإسرائيلية بِحَقّ أهل القُرَى الفلسطينية بين عامَيْ 1947 و1948م، وكان ذلك ما أدَّى إلى حدوث تهجير الفلسطينيين.

## البرنامج الإسرائيلي لإعادة التوطين
بعد حرب 1967م، سيطرت إسرائيل على عدد كبير من مخيمات اللاجئين التي كانت متواجدة على الأراضي التي اسْتَوْلَت عليها من مصر والأردن. فحاولت الحكومة الإسرائيلية توطين لاجئي تلك المخيمات فيها بشكل دائم من خلال إطلاق برنامج يُتِيح للاجئين أن يبنوا منازلًا لأنفسهم داخل المخيم. وخصَّصَت إسرائيل للَّاجئين الذين وافقوا على الاشتراك في البرنامج أراضٍ في المخيم لبناء بيوتهم، واشترى هؤلاء الفلسطينيون مواد البناء من مالهم الخاص وبنوا بيوتهم بمساعدة أصدقاءهم في الغالب. وزوَّدَت إسرائيل الأحياء الجديدة بالخدمات الضرورية مثل المدارس والصَّرْف الصحي.
أصدرت الجمعية العامة للأمم المتحدة القرارَيْن 31/15 و34/52 اللذَيْن طَالَبَا بإلغاء برنامج إعادة التوطين باعتباره يَتَعَدَّى على «حق العودة الثابت»، حيث أن إسرائيل جعلت من المخيم وطنًا جديدًا لهؤلاء اللاجئين بدلًا من العودة إلى أوطانهم التي تَهَجَّرُوا منها. وقد أُعِيد توطين آلاف اللاجئين في العديد من الأحياء داخل المخيمات، ولكن البرنامج أُلْغِي بسبب ضَغْط منظمة التحرير.

## الدور في الرِّوَايَتَيْن الفلسطينية والإسرائيلية

### الرواية الفلسطينية
إن أول من أطلق مصطلح «النكبة» على أحداث سنة 1948م كان قسطنطين زريق، وهو أستاذ في قسم التاريخ في الجامعة الأمريكية في بيروت، وذلك في كتابه الصادر سنة 1948م الذي يحمل اسم «معنى النكبة»، وقد كتب أن «الجانب المأساوي في النكبة مُرْتَبِط بحقيقة أن هزيمة العرب في فلسطين ليست مجرد إخفاق، أو شر عابر. هذه نكبة بكامل معنى الكلمة، وإحدى أصعب النكبات التي أَلَمَّت بالعرب خلال تاريخهم الطويل.» واستخدم الشاعر الفلسطيني برهان الدين العبوشي ذات المصطلح بعدها بسنة.
وكتب عارف العارف في موسوعته التي كانت تُنْشَر في خمسينات القرن العشرين: «كيف أسميها بشيء آخر غير النكبة؟ حينما واجهنا نحن العرب عامة والفلسطينيون خاصة مثل تلك النكبة التي لم نواجه مثلها على مدار قرون، أُغْلِقَت أوطاننا، وطُرِدْنَا من بلدنا، وخَسِرْنَا الكثير من أبناءنا الأعِزَّاء.» واستخدم محمد نمر الهواري مصطلح النكبة في عنوان كتابه: «سِرّ النكبة» الصادر عام 1955م.
«لقد شَكَّلَت الذاكرة الشعبية الجماعية الخاصة بالنكبة هوية اللاجئين الفلسطينيين كَأُمَّة»، ذلك جنبًا إلى جنب مع شخصية حنظلة التي ابتكرها ناجي العلي، والمفتاح الذي كان يحمله الكثير من اللاجئين لمنازلهم التي تَهَجَّروا منها.
كان لحرب 1948م تأثير مُتَعَاظِم على الثقافة الفلسطينية. فهناك ما لا يُحْصَى من الكتب والأغاني والقصائد الفلسطينية التي تتحدث عن النكبة. ويُوصَف التهجير عادةً باستخدام تعابير عاطفية ثقيلة. على سبيل المثال، فإنه خلال الجدال الدائر في المؤتمر العالمي لمكافحة العنصرية في ديربان سنة 2001م، أشارت الباحثة والناشطة الفلسطينية البارزة حنان عشراوي إلى الفلسطينيين بأنهم «شعب أسير رَهْن نكبة مستمرة، باعتباره التعبير الأكثر عُمْقًا وانتشارًا لوصف الاستعمار المستمر، والتمييز العنصري، والعنصرية، والاضطهاد.»
في التقويم الفلسطيني، يُشَار إلى اليوم التالي لتأسيس إسرائيل (15 مايو) باسم ذكرى النكبة. ويُحْيِي الفلسطينيون ذلك التاريخ باعتباره يومًا من الواجب تذكره. وفي مايو 2009م، قَدَّم الحزب السياسي الذي يرأسه وزير الخارجية الإسرائيلي أفيغدور لِيبِرْمان مشروع قانون يُجَرِّم جميع فعاليات إحياء ذكرى النكبة، مع عقوبة بالسجن مدتها 3 سنوات لمن يشارك في مثل تلك الفعاليات. وبعد الانتقاد الشعبي للمشروع أُجْرِيَت تغييرات على مسودة القانون، حيث أُسْقِطَت عقوبة السجن وبدلًا عنها أُعْطِيَت لوزير المالية الصلاحية بتقليص الدعم الحكومي للمؤسسات الإسرائيلية التي تستضيف تلك الفعاليات. ووافق الكنيسيت على المسودة الجديدة في مارس 2011م.
وتكتب غادة الكرمي بأن الرواية الإسرائيلية للأحداث تَدَّعِي أن «الفلسطينيين غادروا بلادهم بمحض إرادتهم أو استجابةً لأوامر جاءتهم من القادة العرب، وأن الإسرائيليين لا يتحملون مسؤولية كارثتهم المادية أو المَعْنَوِيَّة.» وتَجِد الكرمي أيضًا أن هناك شكلًا من أشكال الرفض بين الإسرائيليين للادعاء الذي يقول بأن الفلسطينيين يتحملون اللَّوْم على حدوث النكبة لأنهم لم يقبلوا بقرار الأمم المتحدة لتقسيم فلسطين إلى دولة عربية وأخرى يهودية.
ويكتب بيري أندرسون بأن «النكبة كانت خاطِفَة وكارثية لدرجة أنه لم تَقُم أية منظمة سياسية فلسطينية من أي نوع لمدة تزيد عن عَقْد من الزمن بعد وقوعها.»

### الروايات الإسرائيلية
تنقسم رواية الحكومة الإسرائيلية واليهود-الإسرائيليين لأسباب حدوث التهجير إلى الفَتْرَتَيْن الزمنيَّتَيْن التاليتيْن:
- الفترة الأولى: من 1949-أواخر السبعينات.
- الفترة الثانية: من أواخر السبعينات إلى الوقت الحاضر.

في الفترة الأولى، كانت المؤسسات الحكومية (مركز المعلومات الوطني، والجيش الإسرائيلي، ووزارة التعليم) وكذلك المؤسسات المُجْتَمَعِيَّة (المجتمع العِلْمِي، والجرائد، ومُذَكِّرَات المشاركين في حرب 1948م) تَتَبَنَّى الرواية الصهيونية بأن الفلسطينيين غادروا أوطانهم بِمَحْض إرادتهم. لكن كانت هناك بعض الاستثناءات، لأن المؤسسات الإسرائيلية التالية لم تتفق مع تلك الرواية وقتها: جريدة هعولام هزيه الأسبوعية المستقلة، وجريدة كول هعام اليومية\الأسبوعية التابعة للحزب الشيوعي، ومنظمة مَتْسْبِين الاشتراكية. حيث أن تلك المؤسسات تَبنَّت الروايات الفلسطينية والروايات المحايدة التي تنتقد إسرائيل.[بحاجة لمصدر]
أما في الفترة الثانية، حدث انقسام في رواية الأحداث داخل إسرائيل. فيما يتعلق بالمؤسسات الحكومية الإسرائيلية، استمر الجيش الإسرائيلي ومركز المعلومات الوطني بتقديم الرواية الصهيونية حتى عام 2004م على الأقل. أما في وزارة التعليم فكان الوضع مختلفًا قليلًا، فبعدما استمرت الوزارة بتقديم الرواية الصهيونية في مناهج التاريخ والتربية الوطنية حتى 1999م، إلا أنها ابتداءًا من عام 2000م أصبحت تُقَدِّم الرواية التي تنقد الأفعال الإسرائيلية (بقي الأمر كذلك حتى 2004م على الأقل). وعلى نحو مماثل، نَشَر الأرشيف الوطني الإسرائيلي عام 2005م كتابًا يَصِف فيه الطَّرْد الإسرائيلي للفلسطينيين من مَدِينَتَيْ اللد والرملة سنة 1948م. وبكلمات مختصرة، استمرَّت المؤسسات الحكومية بتقديم الرواية الصهيونية خلال الفترة الثانية، بعدها توقف ذلك في بداية القرن الواحد والعشرين، وبعضها لا يزال مُتَمَسِّكًا بتلك الرواية حتى الآن.
ومنذ أواخر سبعينات القرن الماضي وحتى يومنا الحاضر، بدأت الكثير من المقالات الصّحفيّة وأبحاث العلماء وكذلك مُذَكِّرَات المشاركين في حرب 1948م بتمثيل الرواية المُحايِدة والناقدة للأحداث. وأصبح ذلك أكثر انتشارًا في أواخر ثمانينات القرن العشرين، حيث أنه منذ حينها قَدَّمَت الغالبية الساحقة من المقالات الصحفية والدراسات ومذكرات المشاركين في الحرب الرواية الأكثر حياديّة للأحداث. ومنذ تسعينات القرن الماضي، بدأت الكتب المستخدمة في النظام التعليمي بتقديم الرواية المحايدة أيضًا، بالرغم من أن بعضها لم يَحْصُل على موافقة وزارة التعليم لطرح تلك الرواية.
في مارس 2015م، قَدَّم شائي موشيه بيرون -عضو في حزب هناك مستقبل ووزير سابق للتعليم- نداءًا لإسرائيل بأن تُدْخِل موضوع النكبة في المنهج الدراسي لكل المدارس. «أنا أدعم تدريس النكبة لجميع الطلاب في إسرائيل. لا أعتقد أن الطالب يستطيع دخول النظام التعليمي الإسرائيلي عندما يكون جاهلًا بالرُّوح المجتمعية والقصة التي يحملها 20% من الطلاب [ذلك في إشارة منه إلى الطلاب العرب في النظام التعليمي الإسرائيلي ممن عَانَوا النكبة والتهجير من أراضيهم الأصلية بينما لا يعلم باقي الطلاب بشأن تلك الحقيقة].» ويُضِيف إلى أن تَغطية ذلك الموضوع في المدارس يمكنه أن يُعَالِج بعض النَّعَرَات العنصرية الموجودة داخل المجتمع الإسرائيلي. لقد طالَت تعليقات بيرون موضوعًا كان من المُحَرَّم الحديث عنه في الرواية الإسرائيلية التقليدية، كما تتعارض تلك التعليقات مع الجهود التي يبذلها بعض صُنَّاع القانون الإسرائيليين لإيقاف التمويل عن المدارس التي تتناول موضوع النكبة في تعليم الطلاب.

### مقارنات مع نزوح اليهود من الدول العربية والإسلامية
كان نزوح اليهود من الدول العربية والإسلامية عبارة عن رحيل، وهروب، وهجرة، وطَرْد ما بين 800,000 و1,000,000 يهودي -من السفارديين والمزراحيين بصورة رئيسية- خارج البلدان العربية والإسلامية، ووذلك ابتداءًا من سنة 1948م فصاعدًا. وتضمنت أسباب الهجرة مجموعة من عوامل الطرد من تلك الدول والتي كانت في بعض الأحيان بموافقة الحكومات، مثل الاضطهاد، ومعاداة السامية، وعدم الاستقرار السياسي، والفقر، والحرمان من حق التصويت، والطَّرْد. وتشتمل أسباب الهجرة أيضًا على عوامل جَذْب للذهاب إلى دول أخرى، مثل رغبة اليهود في تحقيق أحلامهم الصهيونية أو في إيجاد مسكن آمن في أوروبا أو في القارتين الأمريكيتين.
وتُجَادِل المصرية عادا أهاروني -رئيسة المؤتمر العالمي لليهود- في مقال لها تحت عنوان «ماذا بخصوص نكبة اليهود؟» أنَّ كَشْف الحقيقة المتعلقة بطرد اليهود من الدول العربية من شأنه أن يُمَهِّد الطريق نحو عملية سلام شاملة، حيث أن الفلسطينيين سيدركون أنهم لم يكونوا الوحيدين الذين تعرضوا للمعاناة، بالتالي سيتضاءل شعورهم «بالاضطهاد والرفض». وقد دعم الكونغرس الأمريكي وجهة النظر هذه من خلال المجموعة التالية من القرارات التي أصدرها بين عامَيْ 2007 و2012م: قرار مجلس النواب رقم 185، و قرار مجلس الشيوخ رقم 85، و مشروع القانون رقم 6242. حيث توصي تلك القرارات بأن «أي اتفاقية سلام شاملة في الشرق الأوسط لكي تكون نزيهة وقابلة للاستمرار، فمن الواجب عليها أن تٌعَالِج وتَحُلّ جميع القضايا العالقة المتعلقة بالحقوق الشرعية لجميع اللاجئين، بما في ذلك اليهود، والمسيحيون، وغيرهم من الشعوب التي تَهَجَّرَت من بلاد الشرق الأوسط»، وقد شَجَّعَت إدارة باراك أوباما على الإشارة إلى اليهود وغيرهم من اللاجئين عند الحديث عن اللاجئين الفلسطينيين في المَحَافِل الدولية.
وكان المؤرخ الإسرائيلي يهوشوا بوراث قد رَفَض المقارنة بين نزوح الفلسطينيين ونزوح اليهود، حيث يقول بأن هناك اختلافًا تامًّا في الأهمية التاريخية والفكرية بين هجرة الشعب الفلسطيني واليهودي، وأن أي تشابه بينهما يُعْتَبَر سطحيًّا. ويقول بوراث أن هجرة اليهود من الدول العربية إلى إسرائيل، سواء طُرِدُوا منها أم لا، كان من مُنْطَلَق يهودي-صهيوني لتحقيق «حلم قَوْمِيّ» واستجابةً إلى سياسة وطنية إسرائيلية تتمثل في خطة المليون التي هَدَفَت إلى استقطاب مليون إسرائيلي من أوروبا والشرق الأوسط وشمال إفريقيا إلى فلسطين بهدف تأسيس دولة إسرائيل. ويُشِير كذلك إلى الجهود الكبيرة التي قام بها عُمَلَاء إسرائيل في الدول العربية مثل العراق، واليمن، والمغرب في جذب السكان اليهود هناك وتوجيههم للذهاب نحو إسرائيل مما ساهم في نجاح «العليا» اليهودية، كما يُشِير إلى امتلاك الوكالة اليهودية لعملاء، ومُعَلِّمِين، ومُرْشِدِين يعملون في دول عربية مختلفة منذ ثلاثينات القرن العشرين. ويُقَارِن بوراث ذلك مع ما عاناه الفلسطينيون مما أسماه «بالكارثة الوطنية» و«مآسي الأفراد غير المنتهية» التي أدَّتْ إلى «انهيار المجتمع الفلسطيني، وتَجْزيء الشعب، وضياع البَلَد الذي كان في الماضي بلدًا إسلاميًّا يتحدث غالب سكانه العربية.»
وكتب الأكاديميّ الإسرائيلي يهودا شنهاف مقالًا تحت عنوان «جولة على البساط السحري» نُشِر في صحيفة هاآرتس الإسرائيلية اليومية ويتناول هذه القضية. وقد أورد في المقال أن شلومو هيليل -رئيس حكومة وناشط صهيوني في العراق- قد عَارَض بشكل حازم المقارنة بين نزوح الفلسطينيين والإسرائيليين، حيث قال: «لا أعتبر أن اليهود الذين غادروا البلاد العربية لاجئين. لقد جاءوا [إلى فلسطين] لأنهم أرادوا ذلك باعتبارهم صهاينة.» وصَرَّح سامي أبو زهري الناطق الرسمي باسم حركة حماس بأن اليهود الذين نزحوا من الدول العربية إلى فلسطين هم في الحقيقة المسؤولون عن تهجير الفلسطينيين وأن «هؤلاء اليهود هم مجرمون وليسوا لاجئين». وجاء ذلك بعد أن صَرَّحَت عضوة اللجنة التنفيذية في منظمة التحرير الفلسطينية حنان عشراوي بأن حُجَّة اليهود بأنهم نزحوا من الدول العربية بسبب الاضطهاد مزيفة وأنهم «غادروها بِمَحْض إرادتهم وبشكل جماعي.» وفي إحدى جلسات استماع الكنيسيت، قال ران كوهين بشكل قاطع: «يجب أن أقول هذا: أنا لَسْتُ لاجئًا.» وأضاف: «لقد أَتِيتُ إلى هنا تَلْبِيَةً لمصلحة الحركة الصهيونية، لأن هذه الأرض تمثل مصدر جذب لها، وللسَّعْي وراء فكرة الخلاص. لن يُعَرِّفَنِي أحد كلاجيء.»

## الأفلام والمسلسلات

### إنتاجات عربية
- التغريبة الفلسطينية (2004م) هو مسلسل تاريخي درامي للمخرج السوري الراحل حاتم علي، ومن كتابة وليد سيف. يروي المسلسل قصة أُسرة فلسطينية فقيرة تُكافح مِن أجل البقاء في ظل الانتداب البريطاني ثمّ خِلال الثورة الفلسطينية الكبرى، وفي خِيم اللجوء بعد النكبة، حيث تُلخص الأحداث التي مرت بها هذه الأسرة حقبةً تاريخية هامة في حياة الفلسطينيين امتدت ما بين ثلاثينيات وستينيات القرن العشرين مروراً بالعديد من الأحداث الهامة، حتى نكسة يونيو عام 1967م.[132][133]
- النكبة (2008م) هي سلسلة أفلام وثائقية تتكون من 4 أفلام من إخراج الفلسطينية روان الضامن ومن إنتاج شبكة الجزيرة الإعلامية، وتؤرخ السلسلة القضية الفلسطينية ابتداءًا من عام 1799م وحتى 2008م ، كما تستعرض بعض مخططات تهويد فلسطين منذ زمن الأمبرطور الفرنسي نابليون وما قبل الحرب العالمية الأولى، ودور الانتداب البريطاني في التصدي للثورة الفلسطينية، وكذلك الممارسات الصهيونية بحق المواطنين الفلسطينيين لإجبارهم على النزوح من أراضيهم.[134]
- أبناء عيلبون (2007م) هو فيلم وثائقي للمخرج الفلسطيني هشام زريق، يروي الفيلم حكاية تهجير أهالي قرية فلسطينية صغيرة اسمها عيلبون وارتكاب مجزرة بحق سكانها على يد الجيش الإسرائيلي خلال عملية حيرام في أكتوبر 1948م.[135]
- أنا القدس (2010م) هو مسلسل من إنتاج سوري مصري مشترك، يتناول المسلسل تاريخ مدينة القدس ابتداءًا من عام 1917م وحتى 50 سنة بعدها، حيث تضمن ذلك الاحتلال البريطاني، وحرب 1948م وما اشتملت عليه من أحداث النكبة، واستحواذ الإسرائيليين على الجزء الشرقي من مدينة القدس في حرب 1967م.[136]
- حارس الذاكرة (2019م) هو فيلم للمخرجة سوسن قاعود تتناول مبادرة الشاب خالد البكري الذي قام باصطحاب مجموعة من اللاجئين إلى قُرَاهُم التي تَهَجَّرُوا منها عام 1948م.[137]

### إنتاجات أجنبية
- النكبة: كارثة الفلسطينيين 1948 (بالإنجليزية: Al-Nakba: The Palestinian Catastrophe 1948) (1997م)، هو فيلم وثائقي من إخراج المُخْرِجَيْن الإسرائيليين-الهولنديين بيني برونر وألكساندرا جانسي، ويَتَتَبَّع الفيلم الأحداث المحيطة بظهور أزمة اللاجئين الفلسطينيين. وهو الفيلم الأول الذي يتحدث عن تهجير 750,000 فلسطيني خلال تأسيس دولة إسرائيل.[138][139][140]
- 500 دونم على سطح القمر (2002م) هو فيلم وثائقي للمخرجة الإسرائيلية الأمريكية راشيل ليا جونز، ويتحدث عن عين حوض، وهي قرية فلسطينية احتَلَّتْها القوات الإسرائيلية وهَجَّرَتْ سكانها خلال حرب 1948م.[141]
- الزمن الباقي (2009م) هو فيلم درامي من إخراج الفلسطيني إيليا سليمان، وهو عبارة عن إنتاج فرنسي، إيطالي، بلجيكي، بريطاني مشترك. يسرد الفيلم سيرة المخرج وسيرة عائلته والوقائع التاريخية التي طرأت على مدينته في العام 1948 مع حدوث نكبة فلسطين وقيام دولة إسرائيل.[142]
- الوَعْد (2011م) هو مسلسل بريطاني قصير من كتابة وإخراج البريطاني بيتر كوسمينسكي، ويَتَتَبَّع قصة فتاة شابة تذهب إلى إسرائيل في الوقت الحاضر للتحقيق في الدور الذي قام به جدها الجندي خلال الحرب التي جاءت بعد نهاية الانتداب البريطاني على فلسطين.

## معرض الصور

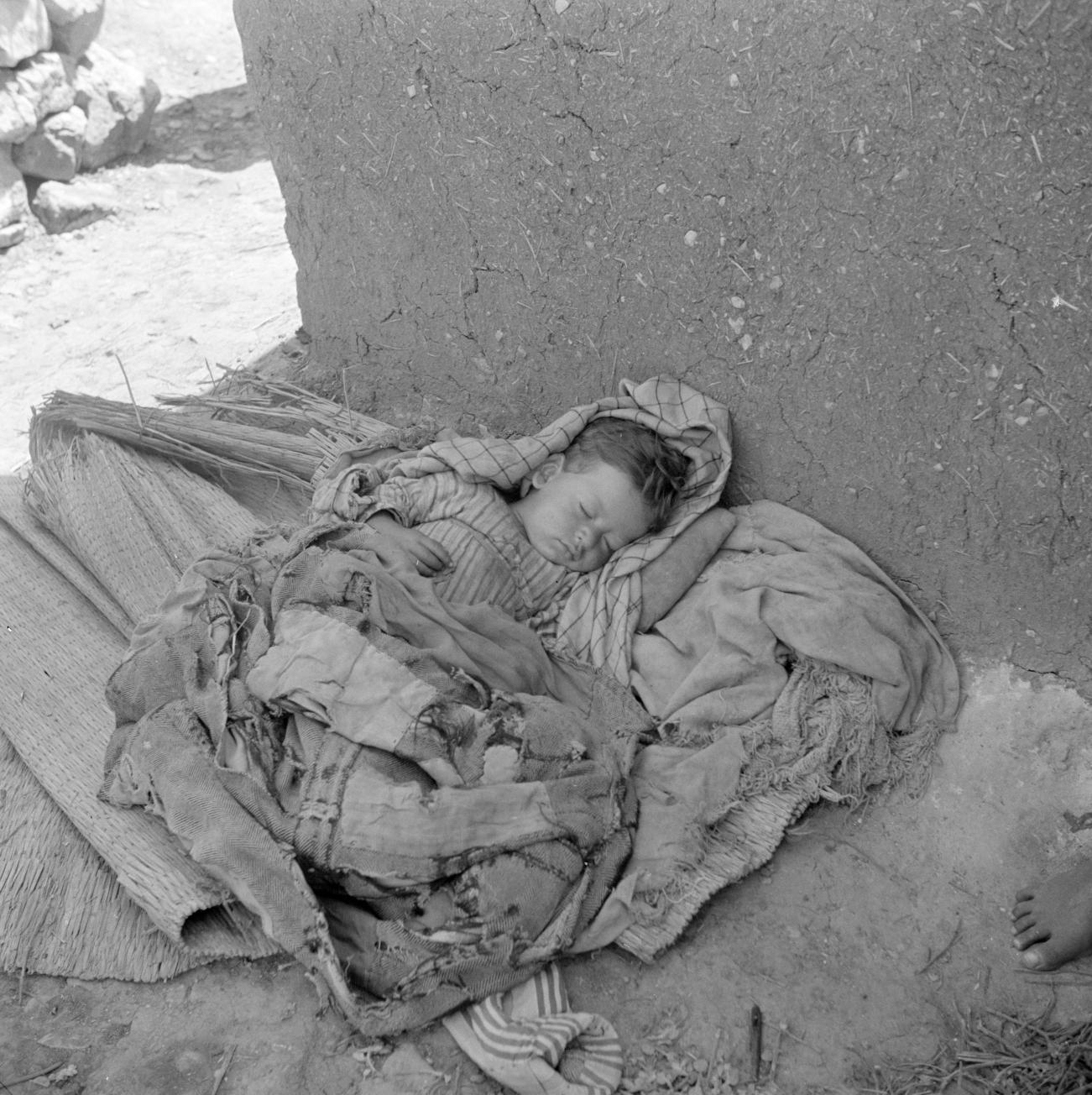
طفل فلسطيني نائم في مخيم البيرة بالقرب من مدينة نابلس
فلسطيني يحرس مدرسة في أحد مخيمات اللاجئين، 1948م.
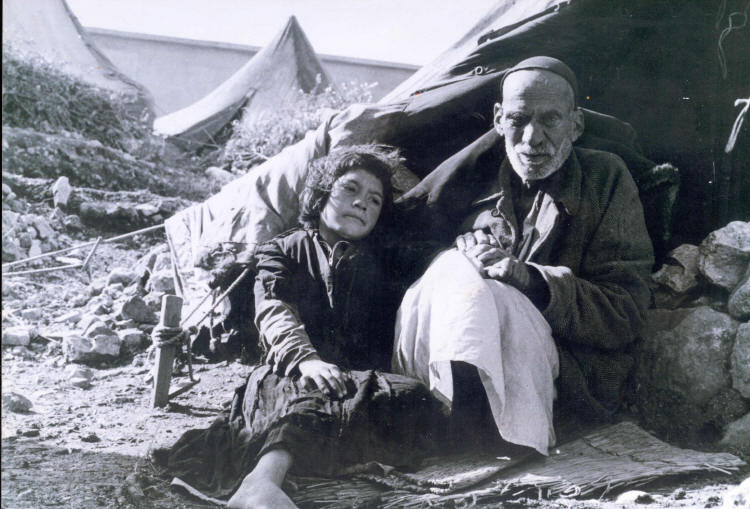
لاجئون في العَرَاء، 1948م.
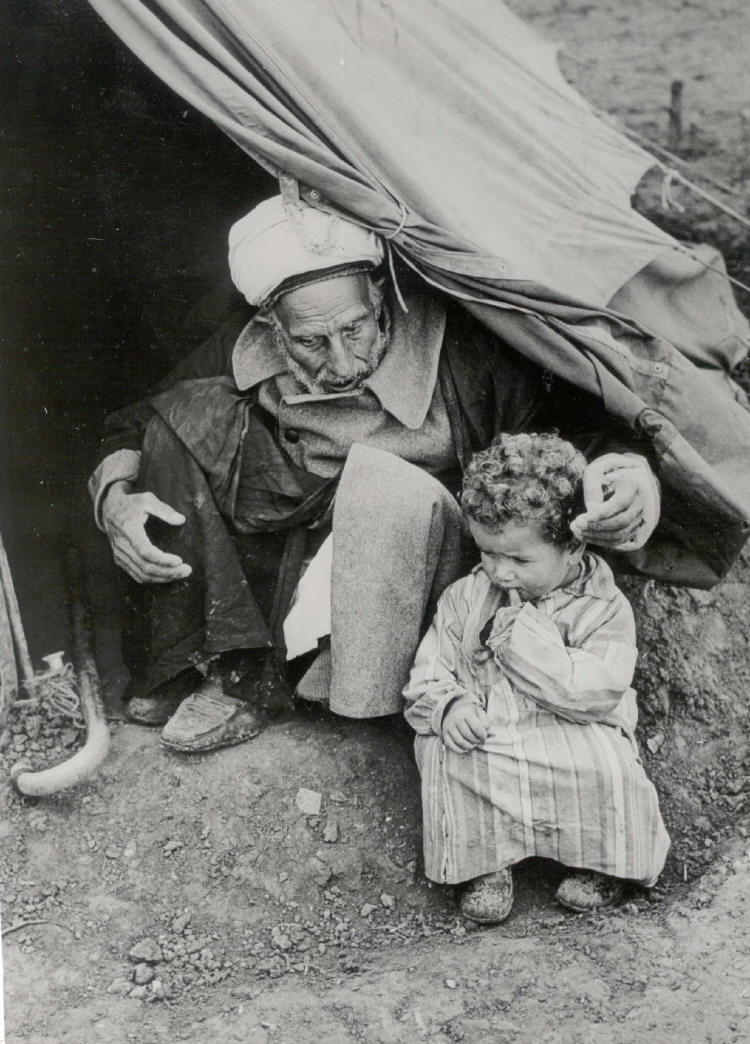
شيخ كبير وطفل صغير يجلسان عند مدخل خيمة، 1948م.